# Liste der Stolpersteine in Ibbenbüren
Die Liste der Stolpersteine in Ibbenbüren enthält alle Stolpersteine, welche von Gunter Demnig in Ibbenbüren verlegt wurden. Sie sollen an die Opfer des Nationalsozialismus erinnern, die in Ibbenbüren ihren letzten bekannten Wohnsitz hatten, bevor sie deportiert, ermordet, vertrieben oder in den Suizid getrieben wurden.
Hinweis: Die Liste ist sortierbar. Durch anklicken eines Spaltenkopfes wird die Liste nach dieser Spalte sortiert, zweimaliges Anklicken kehrt die Sortierung um. Durch das Anklicken zweier Spalten hintereinander lässt sich jede gewünschte Kombination erzielen.
Anklicken eines Bildes vergrößert das entsprechende Bild.

## Liste der Stolpersteine
| Adresse                  | Verlegedatum  | Inschrift | Bild | Anmerkung |
| ------------------------ | ------------- | --- | --- | --- |
| Große Straße 55 ·        | 6. Okt. 2016  | HIER WOHNTE LOUIS LÖWENSTEIN JG. 1868 DEPORTIERT 1942 THERESIENSTADT 1942 TREBLINKA ERMORDET                                                                               | Stolperstein für Louis Löwenstein | Louis Löwenstein war reisender Textil-händler. Ab 1936 hatte er kaum noch Kunden, er wurde systematisch boykottiert. In seiner Not nahm er für die Ernährung der Familie Hypotheken auf. Im Mai 1938 verstarb seine Frau Johanna Löwenstein. Im gleichen Jahr war er gezwungen, sein baufälliges Haus an die Stadt zu verkaufen. In der „Reichskristallnacht“ vom 9. November 1938 begab sich der Mob zu seinem Haus gegenüber der Metzgerei Agnischock. Mit Pflastersteinen wurden die Scheiben eingeworfen, man jagte die Familie auf die Straße, zertrümmerte Hab und Gut. Im Keller warf man volle Einmachgläser an die Wand, alle Waren aus dem Lagerraum wurden auf die Straße geworfen. 1939 bat Louis Löwenstein den Bürgermeister zum wiederholten Mal, ihm endlich das Geld für den Hausverkauf zu geben. Zu dem Zeitpunkt war er obdachlos, ohne Haushalt und Möbel, außerdem hatte er 4000 Mark Schulden. Tochter Henriette in Hameln nahm ihn auf, er wünschte sich die baldige Auswanderung nach Palästina. 1939 wurde er mit seiner Tochter Rosa gewaltsam nach Köln gebracht, 1942 in das KZ Theresienstadt deportiert und in Treblinka ermordet. Rosa Löwenstein wurde 1942 ebenfalls deportiert, sie kam in das KZ Theresienstadt und wurde dort ermordet. Über das Schicksal von Mathilde Löwenstein und vorn Bertha Weinberg nach deren Wegzug aus Ibbenbüren ist hier nichts bekannt. Henriette Kamenetzky geb. Löwenstein führte mit ihrem Mann Salomon ein Schuhgeschäft in Hameln. Sohn Hermann, geboren 1920, konnte 1934 nach Palästina ausreisen. Aufgrund des Boykotts jüdischer Kaufleute musste das Geschäft 1936 schließen. 1938 wurde die Ausweisung nach Bentschen in Polen angeordnet, weil Salomon polnischer Staatsbürger war. 1939 kamen Salomon, Henriette und die Tochter Eva, geboren 1928, in das Ghetto Wolomin. 1942 wurden sie in das Vernichtungslager Treblinka deportiert und dort ermordet. |
| Große Straße 55 ·        | 6. Okt. 2016  | HIER WOHNTE JOHANNA LÖWENSTEIN GEB. JACOBS JG. 1859 GEDEMÜTIGT/ENTRECHTET TOT 26.5.1938                                                                                    | Stolperstein für Johanna Löwenstein | Louis Löwenstein war reisender Textil-händler. Ab 1936 hatte er kaum noch Kunden, er wurde systematisch boykottiert. In seiner Not nahm er für die Ernährung der Familie Hypotheken auf. Im Mai 1938 verstarb seine Frau Johanna Löwenstein. Im gleichen Jahr war er gezwungen, sein baufälliges Haus an die Stadt zu verkaufen. In der „Reichskristallnacht“ vom 9. November 1938 begab sich der Mob zu seinem Haus gegenüber der Metzgerei Agnischock. Mit Pflastersteinen wurden die Scheiben eingeworfen, man jagte die Familie auf die Straße, zertrümmerte Hab und Gut. Im Keller warf man volle Einmachgläser an die Wand, alle Waren aus dem Lagerraum wurden auf die Straße geworfen. 1939 bat Louis Löwenstein den Bürgermeister zum wiederholten Mal, ihm endlich das Geld für den Hausverkauf zu geben. Zu dem Zeitpunkt war er obdachlos, ohne Haushalt und Möbel, außerdem hatte er 4000 Mark Schulden. Tochter Henriette in Hameln nahm ihn auf, er wünschte sich die baldige Auswanderung nach Palästina. 1939 wurde er mit seiner Tochter Rosa gewaltsam nach Köln gebracht, 1942 in das KZ Theresienstadt deportiert und in Treblinka ermordet. Rosa Löwenstein wurde 1942 ebenfalls deportiert, sie kam in das KZ Theresienstadt und wurde dort ermordet. Über das Schicksal von Mathilde Löwenstein und vorn Bertha Weinberg nach deren Wegzug aus Ibbenbüren ist hier nichts bekannt. Henriette Kamenetzky geb. Löwenstein führte mit ihrem Mann Salomon ein Schuhgeschäft in Hameln. Sohn Hermann, geboren 1920, konnte 1934 nach Palästina ausreisen. Aufgrund des Boykotts jüdischer Kaufleute musste das Geschäft 1936 schließen. 1938 wurde die Ausweisung nach Bentschen in Polen angeordnet, weil Salomon polnischer Staatsbürger war. 1939 kamen Salomon, Henriette und die Tochter Eva, geboren 1928, in das Ghetto Wolomin. 1942 wurden sie in das Vernichtungslager Treblinka deportiert und dort ermordet. |
| Große Straße 55 ·        | 6. Okt. 2016  | HIER WOHNTE BERTHA WEINBERG GEB. LÖWENSTEIN JG. 1897 SCHICKSAL UNBEKANNT                                                                                                   | Stolperstein für Bertha Weinberg | Louis Löwenstein war reisender Textil-händler. Ab 1936 hatte er kaum noch Kunden, er wurde systematisch boykottiert. In seiner Not nahm er für die Ernährung der Familie Hypotheken auf. Im Mai 1938 verstarb seine Frau Johanna Löwenstein. Im gleichen Jahr war er gezwungen, sein baufälliges Haus an die Stadt zu verkaufen. In der „Reichskristallnacht“ vom 9. November 1938 begab sich der Mob zu seinem Haus gegenüber der Metzgerei Agnischock. Mit Pflastersteinen wurden die Scheiben eingeworfen, man jagte die Familie auf die Straße, zertrümmerte Hab und Gut. Im Keller warf man volle Einmachgläser an die Wand, alle Waren aus dem Lagerraum wurden auf die Straße geworfen. 1939 bat Louis Löwenstein den Bürgermeister zum wiederholten Mal, ihm endlich das Geld für den Hausverkauf zu geben. Zu dem Zeitpunkt war er obdachlos, ohne Haushalt und Möbel, außerdem hatte er 4000 Mark Schulden. Tochter Henriette in Hameln nahm ihn auf, er wünschte sich die baldige Auswanderung nach Palästina. 1939 wurde er mit seiner Tochter Rosa gewaltsam nach Köln gebracht, 1942 in das KZ Theresienstadt deportiert und in Treblinka ermordet. Rosa Löwenstein wurde 1942 ebenfalls deportiert, sie kam in das KZ Theresienstadt und wurde dort ermordet. Über das Schicksal von Mathilde Löwenstein und vorn Bertha Weinberg nach deren Wegzug aus Ibbenbüren ist hier nichts bekannt. Henriette Kamenetzky geb. Löwenstein führte mit ihrem Mann Salomon ein Schuhgeschäft in Hameln. Sohn Hermann, geboren 1920, konnte 1934 nach Palästina ausreisen. Aufgrund des Boykotts jüdischer Kaufleute musste das Geschäft 1936 schließen. 1938 wurde die Ausweisung nach Bentschen in Polen angeordnet, weil Salomon polnischer Staatsbürger war. 1939 kamen Salomon, Henriette und die Tochter Eva, geboren 1928, in das Ghetto Wolomin. 1942 wurden sie in das Vernichtungslager Treblinka deportiert und dort ermordet. |
| Große Straße 55 ·        | 6. Okt. 2016  | HIER WOHNTE ROSA LÖWENSTEIN JG. 1900 DEPORTIERT 1942 THERESIENSTADT ERMORDET 27.4.1944                                                                                     | Stolperstein für Rosa Löwenstein | Louis Löwenstein war reisender Textil-händler. Ab 1936 hatte er kaum noch Kunden, er wurde systematisch boykottiert. In seiner Not nahm er für die Ernährung der Familie Hypotheken auf. Im Mai 1938 verstarb seine Frau Johanna Löwenstein. Im gleichen Jahr war er gezwungen, sein baufälliges Haus an die Stadt zu verkaufen. In der „Reichskristallnacht“ vom 9. November 1938 begab sich der Mob zu seinem Haus gegenüber der Metzgerei Agnischock. Mit Pflastersteinen wurden die Scheiben eingeworfen, man jagte die Familie auf die Straße, zertrümmerte Hab und Gut. Im Keller warf man volle Einmachgläser an die Wand, alle Waren aus dem Lagerraum wurden auf die Straße geworfen. 1939 bat Louis Löwenstein den Bürgermeister zum wiederholten Mal, ihm endlich das Geld für den Hausverkauf zu geben. Zu dem Zeitpunkt war er obdachlos, ohne Haushalt und Möbel, außerdem hatte er 4000 Mark Schulden. Tochter Henriette in Hameln nahm ihn auf, er wünschte sich die baldige Auswanderung nach Palästina. 1939 wurde er mit seiner Tochter Rosa gewaltsam nach Köln gebracht, 1942 in das KZ Theresienstadt deportiert und in Treblinka ermordet. Rosa Löwenstein wurde 1942 ebenfalls deportiert, sie kam in das KZ Theresienstadt und wurde dort ermordet. Über das Schicksal von Mathilde Löwenstein und vorn Bertha Weinberg nach deren Wegzug aus Ibbenbüren ist hier nichts bekannt. Henriette Kamenetzky geb. Löwenstein führte mit ihrem Mann Salomon ein Schuhgeschäft in Hameln. Sohn Hermann, geboren 1920, konnte 1934 nach Palästina ausreisen. Aufgrund des Boykotts jüdischer Kaufleute musste das Geschäft 1936 schließen. 1938 wurde die Ausweisung nach Bentschen in Polen angeordnet, weil Salomon polnischer Staatsbürger war. 1939 kamen Salomon, Henriette und die Tochter Eva, geboren 1928, in das Ghetto Wolomin. 1942 wurden sie in das Vernichtungslager Treblinka deportiert und dort ermordet. |
| Große Straße 55 ·        | 6. Okt. 2016  | HIER WOHNTE HENRIETTE KAMENETZKY GEB. LÖWENSTEIN JG. 1895 'POLENAKTION' 1938 BENTSCHEN/ZBASZYN 1942 TREBLINKA ERMORDET                                                     | Stolperstein für Henriette Kamenetzky | Louis Löwenstein war reisender Textil-händler. Ab 1936 hatte er kaum noch Kunden, er wurde systematisch boykottiert. In seiner Not nahm er für die Ernährung der Familie Hypotheken auf. Im Mai 1938 verstarb seine Frau Johanna Löwenstein. Im gleichen Jahr war er gezwungen, sein baufälliges Haus an die Stadt zu verkaufen. In der „Reichskristallnacht“ vom 9. November 1938 begab sich der Mob zu seinem Haus gegenüber der Metzgerei Agnischock. Mit Pflastersteinen wurden die Scheiben eingeworfen, man jagte die Familie auf die Straße, zertrümmerte Hab und Gut. Im Keller warf man volle Einmachgläser an die Wand, alle Waren aus dem Lagerraum wurden auf die Straße geworfen. 1939 bat Louis Löwenstein den Bürgermeister zum wiederholten Mal, ihm endlich das Geld für den Hausverkauf zu geben. Zu dem Zeitpunkt war er obdachlos, ohne Haushalt und Möbel, außerdem hatte er 4000 Mark Schulden. Tochter Henriette in Hameln nahm ihn auf, er wünschte sich die baldige Auswanderung nach Palästina. 1939 wurde er mit seiner Tochter Rosa gewaltsam nach Köln gebracht, 1942 in das KZ Theresienstadt deportiert und in Treblinka ermordet. Rosa Löwenstein wurde 1942 ebenfalls deportiert, sie kam in das KZ Theresienstadt und wurde dort ermordet. Über das Schicksal von Mathilde Löwenstein und vorn Bertha Weinberg nach deren Wegzug aus Ibbenbüren ist hier nichts bekannt. Henriette Kamenetzky geb. Löwenstein führte mit ihrem Mann Salomon ein Schuhgeschäft in Hameln. Sohn Hermann, geboren 1920, konnte 1934 nach Palästina ausreisen. Aufgrund des Boykotts jüdischer Kaufleute musste das Geschäft 1936 schließen. 1938 wurde die Ausweisung nach Bentschen in Polen angeordnet, weil Salomon polnischer Staatsbürger war. 1939 kamen Salomon, Henriette und die Tochter Eva, geboren 1928, in das Ghetto Wolomin. 1942 wurden sie in das Vernichtungslager Treblinka deportiert und dort ermordet. |
| Große Straße 55 ·        | 6. Okt. 2016  | HIER WOHNTE MATHILDE LÖWENSTEIN JG. 1879 SCHICKSAL UNBEKANNT | Stolperstein für Mathilde Löwenstein | Louis Löwenstein war reisender Textil-händler. Ab 1936 hatte er kaum noch Kunden, er wurde systematisch boykottiert. In seiner Not nahm er für die Ernährung der Familie Hypotheken auf. Im Mai 1938 verstarb seine Frau Johanna Löwenstein. Im gleichen Jahr war er gezwungen, sein baufälliges Haus an die Stadt zu verkaufen. In der „Reichskristallnacht“ vom 9. November 1938 begab sich der Mob zu seinem Haus gegenüber der Metzgerei Agnischock. Mit Pflastersteinen wurden die Scheiben eingeworfen, man jagte die Familie auf die Straße, zertrümmerte Hab und Gut. Im Keller warf man volle Einmachgläser an die Wand, alle Waren aus dem Lagerraum wurden auf die Straße geworfen. 1939 bat Louis Löwenstein den Bürgermeister zum wiederholten Mal, ihm endlich das Geld für den Hausverkauf zu geben. Zu dem Zeitpunkt war er obdachlos, ohne Haushalt und Möbel, außerdem hatte er 4000 Mark Schulden. Tochter Henriette in Hameln nahm ihn auf, er wünschte sich die baldige Auswanderung nach Palästina. 1939 wurde er mit seiner Tochter Rosa gewaltsam nach Köln gebracht, 1942 in das KZ Theresienstadt deportiert und in Treblinka ermordet. Rosa Löwenstein wurde 1942 ebenfalls deportiert, sie kam in das KZ Theresienstadt und wurde dort ermordet. Über das Schicksal von Mathilde Löwenstein und vorn Bertha Weinberg nach deren Wegzug aus Ibbenbüren ist hier nichts bekannt. Henriette Kamenetzky geb. Löwenstein führte mit ihrem Mann Salomon ein Schuhgeschäft in Hameln. Sohn Hermann, geboren 1920, konnte 1934 nach Palästina ausreisen. Aufgrund des Boykotts jüdischer Kaufleute musste das Geschäft 1936 schließen. 1938 wurde die Ausweisung nach Bentschen in Polen angeordnet, weil Salomon polnischer Staatsbürger war. 1939 kamen Salomon, Henriette und die Tochter Eva, geboren 1928, in das Ghetto Wolomin. 1942 wurden sie in das Vernichtungslager Treblinka deportiert und dort ermordet. |
| Synagogenstraße 10 ·     | 6. Okt. 2016  | HIER WOHNTE MEYER ROSENTHAL JG. 1869 ZWANGSUMZUG 1942 HOPSTEN 'JUDENHAUS' DEPORTIERT 1942 THERESIENSTADT 1942 TREBLINKA ERMORDET                                           | Stolperstein für Meyer Rosenthal | Rechts neben der Synagoge stand das Wohnhaus der Familie Rosenthal: Meyer Rosenthal und seine Ehefrau Rika Rosenthal wohnten dort mit ihrem Sohn Karl Rosenthal. Von März bis Oktober 1936 lebte Paul Abrahamsohn als Mieter in ihrem Haus, ihm gelang 1936 die Flucht nach Südafrika. Meyer Rosenthal war Viehhändler, der überwiegend mit Ziegen handelte. Die Boykottmaßnahmen des Jahres 1935 schränkten seine Berufsausübung erheblich ein. Vor dem Wohnhaus stellten SA-Leute ein Schild auf: „Hier wohnt ein Viehjude. Kein Deutscher handelt mit ihm. Nur Lumpen.“ Als direkte Nachbarn hielten die Rosenthals den Schlüssel der Synagoge in Verwahrung, sie übten also den Küsterdienst aus. Der 25-jährige Karl Rosenthal wurde mit gebrochenem Arm und Kopfverletzungen nicht etwa ins Krankenhaus, sondern am 14. November in das KZ Sachsenhausen eingewiesen. „Schutzhaft“ lautete die verharmlosende Bezeichnung im Rahmen der „Judenaktion“. Während seine Eltern aus Altersgründen den Gedanken an eine Flucht verwarfen, bereitete sich Karl Rosenthal nach seiner Entlassung aus dem KZ auf die Ausreise nach Palästina vor. Von Juli bis November 1939 nahm er an einem Schulungslager in Paderborn teil und reiste danach über Wien auf einem Flüchtlingsschiff in Richtung Schwarzes Meer. Doch der Zweite Weltkrieg und die deutsche Wehrmacht holten die Flüchtlinge ein. Den Schiffen wurde die Weiterfahrt verweigert; für die Flüchtlinge wurde ein Gefangenenlager in Šabac / Jugoslawien errichtet. Als Vergeltungsmaßnahme für einen Partisanenangriff, bei dem 21 deutsche Soldaten getötet wurden, erschoss die Wehrmacht am 11. Oktober 1941 alle 400 Gefangenen des Lagers in der Nähe des Ortes Zasavica. Mittlerweile war die Zahl der jüdischen Mitbürger in Ibbenbüren von knapp 90 vor 1933 auf drei gesunken. Zwei von den verbliebenen waren Meyer und Rika Rosenthal, die ihr Haus verkaufen mussten und Anfang 1942 völlig verarmten. Zwangsweise mussten sie in das „Judenhaus“, eine Art Dorf-Ghetto, in Hopsten ziehen, übrigens zusammen mit der dritten als „Jüdin“ bezeichneten Person, Klara Dieckmann, die zwar der katholischen Kirche angehörte, aber durch die Ehe mit einem Juden ebenfalls in das Verfolgungsprogramm der Nationalsozialisten geriet. Meyer und Rika Rosenthal wurden dann im Juli 1942 nach Theresienstadt deportiert und im September des gleichen Jahres im Vernichtungslager Treblinka ermordet. Von März bis Oktober 1936 lebte dort mit ihnen auch ein Mieter. Paul Abrahamsohn (* 5. April 1917). Ihm gelang 1936 die Flucht nach Südafrika. Meyer Rosenthal handelte vorwiegend mit Ziegen. Die Boykottmaßnahmen von 1935 schränkten ihn erheblich in seiner Berufsausübung ein. SA-Leute stellten vor seinem Haus ein Schild auf: „Hier wohnt ein Viehjude. Kein Deutscher handelt mit ihm. Nur Lumpen.“ |
| Synagogenstraße 10 ·     | 6. Okt. 2016  | HIER WOHNTE RIKA ROSENTHAL GEB. PRAG JG. 1869 ZWANGSUMZUG 1942 HOPSTEN 'JUDENHAUS' DEPORTIERT 1942 THERESIENSTADT 1942 TREBLINKA ERMORDET                                  | Stolperstein für Rika Rosenthal | Rechts neben der Synagoge stand das Wohnhaus der Familie Rosenthal: Meyer Rosenthal und seine Ehefrau Rika Rosenthal wohnten dort mit ihrem Sohn Karl Rosenthal. Von März bis Oktober 1936 lebte Paul Abrahamsohn als Mieter in ihrem Haus, ihm gelang 1936 die Flucht nach Südafrika. Meyer Rosenthal war Viehhändler, der überwiegend mit Ziegen handelte. Die Boykottmaßnahmen des Jahres 1935 schränkten seine Berufsausübung erheblich ein. Vor dem Wohnhaus stellten SA-Leute ein Schild auf: „Hier wohnt ein Viehjude. Kein Deutscher handelt mit ihm. Nur Lumpen.“ Als direkte Nachbarn hielten die Rosenthals den Schlüssel der Synagoge in Verwahrung, sie übten also den Küsterdienst aus. Der 25-jährige Karl Rosenthal wurde mit gebrochenem Arm und Kopfverletzungen nicht etwa ins Krankenhaus, sondern am 14. November in das KZ Sachsenhausen eingewiesen. „Schutzhaft“ lautete die verharmlosende Bezeichnung im Rahmen der „Judenaktion“. Während seine Eltern aus Altersgründen den Gedanken an eine Flucht verwarfen, bereitete sich Karl Rosenthal nach seiner Entlassung aus dem KZ auf die Ausreise nach Palästina vor. Von Juli bis November 1939 nahm er an einem Schulungslager in Paderborn teil und reiste danach über Wien auf einem Flüchtlingsschiff in Richtung Schwarzes Meer. Doch der Zweite Weltkrieg und die deutsche Wehrmacht holten die Flüchtlinge ein. Den Schiffen wurde die Weiterfahrt verweigert; für die Flüchtlinge wurde ein Gefangenenlager in Šabac / Jugoslawien errichtet. Als Vergeltungsmaßnahme für einen Partisanenangriff, bei dem 21 deutsche Soldaten getötet wurden, erschoss die Wehrmacht am 11. Oktober 1941 alle 400 Gefangenen des Lagers in der Nähe des Ortes Zasavica. Mittlerweile war die Zahl der jüdischen Mitbürger in Ibbenbüren von knapp 90 vor 1933 auf drei gesunken. Zwei von den verbliebenen waren Meyer und Rika Rosenthal, die ihr Haus verkaufen mussten und Anfang 1942 völlig verarmten. Zwangsweise mussten sie in das „Judenhaus“, eine Art Dorf-Ghetto, in Hopsten ziehen, übrigens zusammen mit der dritten als „Jüdin“ bezeichneten Person, Klara Dieckmann, die zwar der katholischen Kirche angehörte, aber durch die Ehe mit einem Juden ebenfalls in das Verfolgungsprogramm der Nationalsozialisten geriet. Meyer und Rika Rosenthal wurden dann im Juli 1942 nach Theresienstadt deportiert und im September des gleichen Jahres im Vernichtungslager Treblinka ermordet. Von März bis Oktober 1936 lebte dort mit ihnen auch ein Mieter. Paul Abrahamsohn (* 5. April 1917). Ihm gelang 1936 die Flucht nach Südafrika. Meyer Rosenthal handelte vorwiegend mit Ziegen. Die Boykottmaßnahmen von 1935 schränkten ihn erheblich in seiner Berufsausübung ein. SA-Leute stellten vor seinem Haus ein Schild auf: „Hier wohnt ein Viehjude. Kein Deutscher handelt mit ihm. Nur Lumpen.“ |
| Synagogenstraße 10 ·     | 6. Okt. 2016  | HIER WOHNTE KARL ROSENTHAL JG. 1913 'SCHUTZHAFT' 1938 SACHSENHAUSEN FLUCHT 1939 JUGOSLAWIEN 1941 SABAC ERMORDET 12.10.1941 ZASAVICA                                        | Stolperstein für Karl Rosenthal | Rechts neben der Synagoge stand das Wohnhaus der Familie Rosenthal: Meyer Rosenthal und seine Ehefrau Rika Rosenthal wohnten dort mit ihrem Sohn Karl Rosenthal. Von März bis Oktober 1936 lebte Paul Abrahamsohn als Mieter in ihrem Haus, ihm gelang 1936 die Flucht nach Südafrika. Meyer Rosenthal war Viehhändler, der überwiegend mit Ziegen handelte. Die Boykottmaßnahmen des Jahres 1935 schränkten seine Berufsausübung erheblich ein. Vor dem Wohnhaus stellten SA-Leute ein Schild auf: „Hier wohnt ein Viehjude. Kein Deutscher handelt mit ihm. Nur Lumpen.“ Als direkte Nachbarn hielten die Rosenthals den Schlüssel der Synagoge in Verwahrung, sie übten also den Küsterdienst aus. Der 25-jährige Karl Rosenthal wurde mit gebrochenem Arm und Kopfverletzungen nicht etwa ins Krankenhaus, sondern am 14. November in das KZ Sachsenhausen eingewiesen. „Schutzhaft“ lautete die verharmlosende Bezeichnung im Rahmen der „Judenaktion“. Während seine Eltern aus Altersgründen den Gedanken an eine Flucht verwarfen, bereitete sich Karl Rosenthal nach seiner Entlassung aus dem KZ auf die Ausreise nach Palästina vor. Von Juli bis November 1939 nahm er an einem Schulungslager in Paderborn teil und reiste danach über Wien auf einem Flüchtlingsschiff in Richtung Schwarzes Meer. Doch der Zweite Weltkrieg und die deutsche Wehrmacht holten die Flüchtlinge ein. Den Schiffen wurde die Weiterfahrt verweigert; für die Flüchtlinge wurde ein Gefangenenlager in Šabac / Jugoslawien errichtet. Als Vergeltungsmaßnahme für einen Partisanenangriff, bei dem 21 deutsche Soldaten getötet wurden, erschoss die Wehrmacht am 11. Oktober 1941 alle 400 Gefangenen des Lagers in der Nähe des Ortes Zasavica. Mittlerweile war die Zahl der jüdischen Mitbürger in Ibbenbüren von knapp 90 vor 1933 auf drei gesunken. Zwei von den verbliebenen waren Meyer und Rika Rosenthal, die ihr Haus verkaufen mussten und Anfang 1942 völlig verarmten. Zwangsweise mussten sie in das „Judenhaus“, eine Art Dorf-Ghetto, in Hopsten ziehen, übrigens zusammen mit der dritten als „Jüdin“ bezeichneten Person, Klara Dieckmann, die zwar der katholischen Kirche angehörte, aber durch die Ehe mit einem Juden ebenfalls in das Verfolgungsprogramm der Nationalsozialisten geriet. Meyer und Rika Rosenthal wurden dann im Juli 1942 nach Theresienstadt deportiert und im September des gleichen Jahres im Vernichtungslager Treblinka ermordet. Von März bis Oktober 1936 lebte dort mit ihnen auch ein Mieter. Paul Abrahamsohn (* 5. April 1917). Ihm gelang 1936 die Flucht nach Südafrika. Meyer Rosenthal handelte vorwiegend mit Ziegen. Die Boykottmaßnahmen von 1935 schränkten ihn erheblich in seiner Berufsausübung ein. SA-Leute stellten vor seinem Haus ein Schild auf: „Hier wohnt ein Viehjude. Kein Deutscher handelt mit ihm. Nur Lumpen.“ |
| Synagogenstraße 10 ·     | 6. Okt. 2016  | HIER WOHNTE PAUL ABRAHAMSOHN JG. 1917 FLUCHT 1936 SÜDAFRIKA | Stolperstein für Paul Abrahamsohn | Rechts neben der Synagoge stand das Wohnhaus der Familie Rosenthal: Meyer Rosenthal und seine Ehefrau Rika Rosenthal wohnten dort mit ihrem Sohn Karl Rosenthal. Von März bis Oktober 1936 lebte Paul Abrahamsohn als Mieter in ihrem Haus, ihm gelang 1936 die Flucht nach Südafrika. Meyer Rosenthal war Viehhändler, der überwiegend mit Ziegen handelte. Die Boykottmaßnahmen des Jahres 1935 schränkten seine Berufsausübung erheblich ein. Vor dem Wohnhaus stellten SA-Leute ein Schild auf: „Hier wohnt ein Viehjude. Kein Deutscher handelt mit ihm. Nur Lumpen.“ Als direkte Nachbarn hielten die Rosenthals den Schlüssel der Synagoge in Verwahrung, sie übten also den Küsterdienst aus. Der 25-jährige Karl Rosenthal wurde mit gebrochenem Arm und Kopfverletzungen nicht etwa ins Krankenhaus, sondern am 14. November in das KZ Sachsenhausen eingewiesen. „Schutzhaft“ lautete die verharmlosende Bezeichnung im Rahmen der „Judenaktion“. Während seine Eltern aus Altersgründen den Gedanken an eine Flucht verwarfen, bereitete sich Karl Rosenthal nach seiner Entlassung aus dem KZ auf die Ausreise nach Palästina vor. Von Juli bis November 1939 nahm er an einem Schulungslager in Paderborn teil und reiste danach über Wien auf einem Flüchtlingsschiff in Richtung Schwarzes Meer. Doch der Zweite Weltkrieg und die deutsche Wehrmacht holten die Flüchtlinge ein. Den Schiffen wurde die Weiterfahrt verweigert; für die Flüchtlinge wurde ein Gefangenenlager in Šabac / Jugoslawien errichtet. Als Vergeltungsmaßnahme für einen Partisanenangriff, bei dem 21 deutsche Soldaten getötet wurden, erschoss die Wehrmacht am 11. Oktober 1941 alle 400 Gefangenen des Lagers in der Nähe des Ortes Zasavica. Mittlerweile war die Zahl der jüdischen Mitbürger in Ibbenbüren von knapp 90 vor 1933 auf drei gesunken. Zwei von den verbliebenen waren Meyer und Rika Rosenthal, die ihr Haus verkaufen mussten und Anfang 1942 völlig verarmten. Zwangsweise mussten sie in das „Judenhaus“, eine Art Dorf-Ghetto, in Hopsten ziehen, übrigens zusammen mit der dritten als „Jüdin“ bezeichneten Person, Klara Dieckmann, die zwar der katholischen Kirche angehörte, aber durch die Ehe mit einem Juden ebenfalls in das Verfolgungsprogramm der Nationalsozialisten geriet. Meyer und Rika Rosenthal wurden dann im Juli 1942 nach Theresienstadt deportiert und im September des gleichen Jahres im Vernichtungslager Treblinka ermordet. Von März bis Oktober 1936 lebte dort mit ihnen auch ein Mieter. Paul Abrahamsohn (* 5. April 1917). Ihm gelang 1936 die Flucht nach Südafrika. Meyer Rosenthal handelte vorwiegend mit Ziegen. Die Boykottmaßnahmen von 1935 schränkten ihn erheblich in seiner Berufsausübung ein. SA-Leute stellten vor seinem Haus ein Schild auf: „Hier wohnt ein Viehjude. Kein Deutscher handelt mit ihm. Nur Lumpen.“ |
| Unterer Markt 10 ·       | 6. Okt. 2016  | HIER WOHNTE SALLY GOLDSCHMIDT JG. 1874 GEDEMÜTIGT/ENTRECHTET TOT 1.3.1936                                                                                                  | Stolperstein für Sally Goldschmidt | Nach dem Besuch der evangelischen Schule, die sich damals neben der Christuskirche befand, erlernte Walter Goldschmidt das Metzgerhandwerk. Später übernahm er gemeinsam mit seinem Bruder Josef Goldschmidt den Metzgerbetrieb des Vaters. Nachdem die Nationalsozialisten den Metzgern jüdischen Glaubens verboten hatten, Viehhandel mit den Bauern zu treiben, verkaufte Walter Goldschmidt nach dem Tod seines Vaters Sally Goldschmidt 1936 die Metzgerei. Der Verkaufspreis wurde von den Nazis vorgeschrieben. Walter verließ 1936 Deutschland. Er floh dann über Holland und Italien nach Südafrika. Sein Bruder Josef verstarb 1939 in Köln. Im gleichen Jahr konnte die Mutter, Rosalie Goldschmidt, ihrem Sohn nach Südafrika folgen. Johanna Rosenthal wurde 1942 nach Theresienstadt deportiert. Sie fand dort den Tod. Auch alle anderen Verwandten sind in Konzentrationslagern ums Leben gekommen. 1976 erhielt Walter, genannt Kiki, eine Einladung seiner früheren Sportkameraden der ISV in seine Heimatstadt. Mit ihnen hatte er in seiner Jugend viele Jahre gemeinsam Fußball gespielt. Im September 1981 besuchte er auf Einladung seines alten Freundes Willi Bendiek seine Heimatstadt zum zweiten Mal. Kiki verstarb am 5.10.1983 in Worcester / Südafrika. |
| Unterer Markt 10 ·       | 6. Okt. 2016  | HIER WOHNTE ROSALIE GOLDSCHMIDT GEB. MOSES JG. 1882 FLUCHT 1939 SÜDAFRIKA                                                                                                  | Stolperstein für Rosalie Goldschmidt | Nach dem Besuch der evangelischen Schule, die sich damals neben der Christuskirche befand, erlernte Walter Goldschmidt das Metzgerhandwerk. Später übernahm er gemeinsam mit seinem Bruder Josef Goldschmidt den Metzgerbetrieb des Vaters. Nachdem die Nationalsozialisten den Metzgern jüdischen Glaubens verboten hatten, Viehhandel mit den Bauern zu treiben, verkaufte Walter Goldschmidt nach dem Tod seines Vaters Sally Goldschmidt 1936 die Metzgerei. Der Verkaufspreis wurde von den Nazis vorgeschrieben. Walter verließ 1936 Deutschland. Er floh dann über Holland und Italien nach Südafrika. Sein Bruder Josef verstarb 1939 in Köln. Im gleichen Jahr konnte die Mutter, Rosalie Goldschmidt, ihrem Sohn nach Südafrika folgen. Johanna Rosenthal wurde 1942 nach Theresienstadt deportiert. Sie fand dort den Tod. Auch alle anderen Verwandten sind in Konzentrationslagern ums Leben gekommen. 1976 erhielt Walter, genannt Kiki, eine Einladung seiner früheren Sportkameraden der ISV in seine Heimatstadt. Mit ihnen hatte er in seiner Jugend viele Jahre gemeinsam Fußball gespielt. Im September 1981 besuchte er auf Einladung seines alten Freundes Willi Bendiek seine Heimatstadt zum zweiten Mal. Kiki verstarb am 5.10.1983 in Worcester / Südafrika. |
| Unterer Markt 10 ·       | 6. Okt. 2016  | HIER WOHNTE JOHANNA ROSENTHAL GEB. MOSES JG. 1878 DEPORTIERT 1942 THERESIENSTADT ERMORDET 28.9.1942                                                                        | Stolperstein für Johanna Rosenthal | Nach dem Besuch der evangelischen Schule, die sich damals neben der Christuskirche befand, erlernte Walter Goldschmidt das Metzgerhandwerk. Später übernahm er gemeinsam mit seinem Bruder Josef Goldschmidt den Metzgerbetrieb des Vaters. Nachdem die Nationalsozialisten den Metzgern jüdischen Glaubens verboten hatten, Viehhandel mit den Bauern zu treiben, verkaufte Walter Goldschmidt nach dem Tod seines Vaters Sally Goldschmidt 1936 die Metzgerei. Der Verkaufspreis wurde von den Nazis vorgeschrieben. Walter verließ 1936 Deutschland. Er floh dann über Holland und Italien nach Südafrika. Sein Bruder Josef verstarb 1939 in Köln. Im gleichen Jahr konnte die Mutter, Rosalie Goldschmidt, ihrem Sohn nach Südafrika folgen. Johanna Rosenthal wurde 1942 nach Theresienstadt deportiert. Sie fand dort den Tod. Auch alle anderen Verwandten sind in Konzentrationslagern ums Leben gekommen. 1976 erhielt Walter, genannt Kiki, eine Einladung seiner früheren Sportkameraden der ISV in seine Heimatstadt. Mit ihnen hatte er in seiner Jugend viele Jahre gemeinsam Fußball gespielt. Im September 1981 besuchte er auf Einladung seines alten Freundes Willi Bendiek seine Heimatstadt zum zweiten Mal. Kiki verstarb am 5.10.1983 in Worcester / Südafrika. |
| Unterer Markt 10 ·       | 6. Okt. 2016  | HIER WOHNTE JOSEF GOLDSCHMIDT JG. 1908 UNFREIWILLIG VERZOGEN 1938 KÖLN TOT 22.6.1939 JÜDISCHES KRANKENHAUS                                                                 | Stolperstein für Josef Goldschmidt | Nach dem Besuch der evangelischen Schule, die sich damals neben der Christuskirche befand, erlernte Walter Goldschmidt das Metzgerhandwerk. Später übernahm er gemeinsam mit seinem Bruder Josef Goldschmidt den Metzgerbetrieb des Vaters. Nachdem die Nationalsozialisten den Metzgern jüdischen Glaubens verboten hatten, Viehhandel mit den Bauern zu treiben, verkaufte Walter Goldschmidt nach dem Tod seines Vaters Sally Goldschmidt 1936 die Metzgerei. Der Verkaufspreis wurde von den Nazis vorgeschrieben. Walter verließ 1936 Deutschland. Er floh dann über Holland und Italien nach Südafrika. Sein Bruder Josef verstarb 1939 in Köln. Im gleichen Jahr konnte die Mutter, Rosalie Goldschmidt, ihrem Sohn nach Südafrika folgen. Johanna Rosenthal wurde 1942 nach Theresienstadt deportiert. Sie fand dort den Tod. Auch alle anderen Verwandten sind in Konzentrationslagern ums Leben gekommen. 1976 erhielt Walter, genannt Kiki, eine Einladung seiner früheren Sportkameraden der ISV in seine Heimatstadt. Mit ihnen hatte er in seiner Jugend viele Jahre gemeinsam Fußball gespielt. Im September 1981 besuchte er auf Einladung seines alten Freundes Willi Bendiek seine Heimatstadt zum zweiten Mal. Kiki verstarb am 5.10.1983 in Worcester / Südafrika. |
| Unterer Markt 10 ·       | 6. Okt. 2016  | HIER WOHNTE WALTER GOLDSCHMIDT JG. 1910 FLUCHT 1936 SÜDAFRIKA | Stolperstein für Walter Goldschmidt | Nach dem Besuch der evangelischen Schule, die sich damals neben der Christuskirche befand, erlernte Walter Goldschmidt das Metzgerhandwerk. Später übernahm er gemeinsam mit seinem Bruder Josef Goldschmidt den Metzgerbetrieb des Vaters. Nachdem die Nationalsozialisten den Metzgern jüdischen Glaubens verboten hatten, Viehhandel mit den Bauern zu treiben, verkaufte Walter Goldschmidt nach dem Tod seines Vaters Sally Goldschmidt 1936 die Metzgerei. Der Verkaufspreis wurde von den Nazis vorgeschrieben. Walter verließ 1936 Deutschland. Er floh dann über Holland und Italien nach Südafrika. Sein Bruder Josef verstarb 1939 in Köln. Im gleichen Jahr konnte die Mutter, Rosalie Goldschmidt, ihrem Sohn nach Südafrika folgen. Johanna Rosenthal wurde 1942 nach Theresienstadt deportiert. Sie fand dort den Tod. Auch alle anderen Verwandten sind in Konzentrationslagern ums Leben gekommen. 1976 erhielt Walter, genannt Kiki, eine Einladung seiner früheren Sportkameraden der ISV in seine Heimatstadt. Mit ihnen hatte er in seiner Jugend viele Jahre gemeinsam Fußball gespielt. Im September 1981 besuchte er auf Einladung seines alten Freundes Willi Bendiek seine Heimatstadt zum zweiten Mal. Kiki verstarb am 5.10.1983 in Worcester / Südafrika. |
| Unterer Markt 2 ·        | 6. Okt. 2016  | HIER WOHNTE SALLY LÖWENSTEIN JG. 1865 FLUCHT 1938 SÜDAFRIKA | Stolperstein für Sally Löwenstein | Die Familie Löwenstein führte über mehrere Generationen ein Kaufhaus im Zentrum Ibbenbürens am Unteren Markt. Die Eltern Sally und Bertha Löwenstein hatten drei Kinder: Manfred, Julius und Lilly. Manfred heiratete Emma Poppert, Julius und Eleonore Wilhelmine Lange trauten sich und Lilly war mit Walter Poppert verheiratet. Während der Weltwirtschaftskrise geriet auch ihr Geschäft in eine finanzielle Schieflage, 1928 musste Sally schließlich Konkurs anmelden. Manfred eröffnete nach dem Konkurs der Eltern ebenfalls am Unteren Markt 2 ein Kaufhaus. 1935 organisierte die NSDAP-Ortsgruppe einen lokalen Boykott gegen alle Geschäfte, die von Juden geführt wurden. In der Folge des Boykotts musste auch Manfred sein Geschäft aufgeben. Er verpachtete die Geschäftsräume schließlich an einen SA-Mann, der ihm jedoch offenbar die Pacht nicht zahlte und das Geschäft bereits ein Jahr später wieder aufgeben musste. Manfred Löwenstein ließ bei seinem Schuldner Teile des Hausrats pfänden und beschimpfte den SA-Mann als Lump und Betrüger, was in der Öffentlichkeit für viel Aufmerksamkeit sorgte. Manfred und seine Frau Emma Löwenstein flohen kurze Zeit später in das nahegelegene Enschede. Manfreds weiteres Schicksal ist ungeklärt, nur von Emma ist bekannt, dass sie in Westerbork interniert und später in ein Vernichtungslager gebracht wurde. Seinen Eltern Sally und Bertha Löwenstein gelang es 1938, zur Tochter Lilly und deren Mann Walter Poppert nach Südafrika zu fliehen, die bereits 1936 dort Zuflucht gefunden hatten. 1939 gelang schließlich auch Julius und Eleonore Löwenstein die Flucht nach Südafrika. |
| Unterer Markt 2 ·        | 6. Okt. 2016  | HIER WOHNTE BERTHA LÖWENSTEIN GEB. ELSBERG JG. 1884 FLUCHT 1938 SÜDAFRIKA                                                                                                  | Stolperstein für Bertha Löwenstein | Die Familie Löwenstein führte über mehrere Generationen ein Kaufhaus im Zentrum Ibbenbürens am Unteren Markt. Die Eltern Sally und Bertha Löwenstein hatten drei Kinder: Manfred, Julius und Lilly. Manfred heiratete Emma Poppert, Julius und Eleonore Wilhelmine Lange trauten sich und Lilly war mit Walter Poppert verheiratet. Während der Weltwirtschaftskrise geriet auch ihr Geschäft in eine finanzielle Schieflage, 1928 musste Sally schließlich Konkurs anmelden. Manfred eröffnete nach dem Konkurs der Eltern ebenfalls am Unteren Markt 2 ein Kaufhaus. 1935 organisierte die NSDAP-Ortsgruppe einen lokalen Boykott gegen alle Geschäfte, die von Juden geführt wurden. In der Folge des Boykotts musste auch Manfred sein Geschäft aufgeben. Er verpachtete die Geschäftsräume schließlich an einen SA-Mann, der ihm jedoch offenbar die Pacht nicht zahlte und das Geschäft bereits ein Jahr später wieder aufgeben musste. Manfred Löwenstein ließ bei seinem Schuldner Teile des Hausrats pfänden und beschimpfte den SA-Mann als Lump und Betrüger, was in der Öffentlichkeit für viel Aufmerksamkeit sorgte. Manfred und seine Frau Emma Löwenstein flohen kurze Zeit später in das nahegelegene Enschede. Manfreds weiteres Schicksal ist ungeklärt, nur von Emma ist bekannt, dass sie in Westerbork interniert und später in ein Vernichtungslager gebracht wurde. Seinen Eltern Sally und Bertha Löwenstein gelang es 1938, zur Tochter Lilly und deren Mann Walter Poppert nach Südafrika zu fliehen, die bereits 1936 dort Zuflucht gefunden hatten. 1939 gelang schließlich auch Julius und Eleonore Löwenstein die Flucht nach Südafrika. |
| Unterer Markt 2 ·        | 6. Okt. 2016  | HIER WOHNTE JULIUS LÖWENSTEIN JG. 1901 FLUCHT 1939 SÜDAFRIKA | Stolperstein für Julius Löwenstein | Die Familie Löwenstein führte über mehrere Generationen ein Kaufhaus im Zentrum Ibbenbürens am Unteren Markt. Die Eltern Sally und Bertha Löwenstein hatten drei Kinder: Manfred, Julius und Lilly. Manfred heiratete Emma Poppert, Julius und Eleonore Wilhelmine Lange trauten sich und Lilly war mit Walter Poppert verheiratet. Während der Weltwirtschaftskrise geriet auch ihr Geschäft in eine finanzielle Schieflage, 1928 musste Sally schließlich Konkurs anmelden. Manfred eröffnete nach dem Konkurs der Eltern ebenfalls am Unteren Markt 2 ein Kaufhaus. 1935 organisierte die NSDAP-Ortsgruppe einen lokalen Boykott gegen alle Geschäfte, die von Juden geführt wurden. In der Folge des Boykotts musste auch Manfred sein Geschäft aufgeben. Er verpachtete die Geschäftsräume schließlich an einen SA-Mann, der ihm jedoch offenbar die Pacht nicht zahlte und das Geschäft bereits ein Jahr später wieder aufgeben musste. Manfred Löwenstein ließ bei seinem Schuldner Teile des Hausrats pfänden und beschimpfte den SA-Mann als Lump und Betrüger, was in der Öffentlichkeit für viel Aufmerksamkeit sorgte. Manfred und seine Frau Emma Löwenstein flohen kurze Zeit später in das nahegelegene Enschede. Manfreds weiteres Schicksal ist ungeklärt, nur von Emma ist bekannt, dass sie in Westerbork interniert und später in ein Vernichtungslager gebracht wurde. Seinen Eltern Sally und Bertha Löwenstein gelang es 1938, zur Tochter Lilly und deren Mann Walter Poppert nach Südafrika zu fliehen, die bereits 1936 dort Zuflucht gefunden hatten. 1939 gelang schließlich auch Julius und Eleonore Löwenstein die Flucht nach Südafrika. |
| Unterer Markt 2 ·        | 6. Okt. 2016  | HIER WOHNTE ELEONORE W. LÖWENSTEIN GEB. LANGE JG. 1898 FLUCHT 1939 SÜDAFRIKA                                                                                               | Stolperstein für Eleonore W. Löwenstein | Die Familie Löwenstein führte über mehrere Generationen ein Kaufhaus im Zentrum Ibbenbürens am Unteren Markt. Die Eltern Sally und Bertha Löwenstein hatten drei Kinder: Manfred, Julius und Lilly. Manfred heiratete Emma Poppert, Julius und Eleonore Wilhelmine Lange trauten sich und Lilly war mit Walter Poppert verheiratet. Während der Weltwirtschaftskrise geriet auch ihr Geschäft in eine finanzielle Schieflage, 1928 musste Sally schließlich Konkurs anmelden. Manfred eröffnete nach dem Konkurs der Eltern ebenfalls am Unteren Markt 2 ein Kaufhaus. 1935 organisierte die NSDAP-Ortsgruppe einen lokalen Boykott gegen alle Geschäfte, die von Juden geführt wurden. In der Folge des Boykotts musste auch Manfred sein Geschäft aufgeben. Er verpachtete die Geschäftsräume schließlich an einen SA-Mann, der ihm jedoch offenbar die Pacht nicht zahlte und das Geschäft bereits ein Jahr später wieder aufgeben musste. Manfred Löwenstein ließ bei seinem Schuldner Teile des Hausrats pfänden und beschimpfte den SA-Mann als Lump und Betrüger, was in der Öffentlichkeit für viel Aufmerksamkeit sorgte. Manfred und seine Frau Emma Löwenstein flohen kurze Zeit später in das nahegelegene Enschede. Manfreds weiteres Schicksal ist ungeklärt, nur von Emma ist bekannt, dass sie in Westerbork interniert und später in ein Vernichtungslager gebracht wurde. Seinen Eltern Sally und Bertha Löwenstein gelang es 1938, zur Tochter Lilly und deren Mann Walter Poppert nach Südafrika zu fliehen, die bereits 1936 dort Zuflucht gefunden hatten. 1939 gelang schließlich auch Julius und Eleonore Löwenstein die Flucht nach Südafrika. |
| Unterer Markt 2 ·        | 6. Okt. 2016  | HIER WOHNTE MANFRED LÖWENSTEIN JG. 1902 FLUCHT 1938 HOLLAND SCHICKSAL UNBEKANNT                                                                                            | Stolperstein für Manfred Löwenstein | Die Familie Löwenstein führte über mehrere Generationen ein Kaufhaus im Zentrum Ibbenbürens am Unteren Markt. Die Eltern Sally und Bertha Löwenstein hatten drei Kinder: Manfred, Julius und Lilly. Manfred heiratete Emma Poppert, Julius und Eleonore Wilhelmine Lange trauten sich und Lilly war mit Walter Poppert verheiratet. Während der Weltwirtschaftskrise geriet auch ihr Geschäft in eine finanzielle Schieflage, 1928 musste Sally schließlich Konkurs anmelden. Manfred eröffnete nach dem Konkurs der Eltern ebenfalls am Unteren Markt 2 ein Kaufhaus. 1935 organisierte die NSDAP-Ortsgruppe einen lokalen Boykott gegen alle Geschäfte, die von Juden geführt wurden. In der Folge des Boykotts musste auch Manfred sein Geschäft aufgeben. Er verpachtete die Geschäftsräume schließlich an einen SA-Mann, der ihm jedoch offenbar die Pacht nicht zahlte und das Geschäft bereits ein Jahr später wieder aufgeben musste. Manfred Löwenstein ließ bei seinem Schuldner Teile des Hausrats pfänden und beschimpfte den SA-Mann als Lump und Betrüger, was in der Öffentlichkeit für viel Aufmerksamkeit sorgte. Manfred und seine Frau Emma Löwenstein flohen kurze Zeit später in das nahegelegene Enschede. Manfreds weiteres Schicksal ist ungeklärt, nur von Emma ist bekannt, dass sie in Westerbork interniert und später in ein Vernichtungslager gebracht wurde. Seinen Eltern Sally und Bertha Löwenstein gelang es 1938, zur Tochter Lilly und deren Mann Walter Poppert nach Südafrika zu fliehen, die bereits 1936 dort Zuflucht gefunden hatten. 1939 gelang schließlich auch Julius und Eleonore Löwenstein die Flucht nach Südafrika. |
| Unterer Markt 2 ·        | 6. Okt. 2016  | HIER WOHNTE EMMA LÖWENSTEIN GEB. POPPERT JG. 1904 FLUCHT 1937 HOLLAND INTERNIERT WESTERBORK DEPORTIERT ERMORDET IM BESETZTEN POLEN                                         | Stolperstein für Emma Löwenstein | Die Familie Löwenstein führte über mehrere Generationen ein Kaufhaus im Zentrum Ibbenbürens am Unteren Markt. Die Eltern Sally und Bertha Löwenstein hatten drei Kinder: Manfred, Julius und Lilly. Manfred heiratete Emma Poppert, Julius und Eleonore Wilhelmine Lange trauten sich und Lilly war mit Walter Poppert verheiratet. Während der Weltwirtschaftskrise geriet auch ihr Geschäft in eine finanzielle Schieflage, 1928 musste Sally schließlich Konkurs anmelden. Manfred eröffnete nach dem Konkurs der Eltern ebenfalls am Unteren Markt 2 ein Kaufhaus. 1935 organisierte die NSDAP-Ortsgruppe einen lokalen Boykott gegen alle Geschäfte, die von Juden geführt wurden. In der Folge des Boykotts musste auch Manfred sein Geschäft aufgeben. Er verpachtete die Geschäftsräume schließlich an einen SA-Mann, der ihm jedoch offenbar die Pacht nicht zahlte und das Geschäft bereits ein Jahr später wieder aufgeben musste. Manfred Löwenstein ließ bei seinem Schuldner Teile des Hausrats pfänden und beschimpfte den SA-Mann als Lump und Betrüger, was in der Öffentlichkeit für viel Aufmerksamkeit sorgte. Manfred und seine Frau Emma Löwenstein flohen kurze Zeit später in das nahegelegene Enschede. Manfreds weiteres Schicksal ist ungeklärt, nur von Emma ist bekannt, dass sie in Westerbork interniert und später in ein Vernichtungslager gebracht wurde. Seinen Eltern Sally und Bertha Löwenstein gelang es 1938, zur Tochter Lilly und deren Mann Walter Poppert nach Südafrika zu fliehen, die bereits 1936 dort Zuflucht gefunden hatten. 1939 gelang schließlich auch Julius und Eleonore Löwenstein die Flucht nach Südafrika. |
| Unterer Markt 2 ·        | 6. Okt. 2016  | HIER WOHNTE WALTER POPPERT JG. 1902 FLUCHT 1936 SÜDAFRIKA | Stolperstein für Walter Poppert | Die Familie Löwenstein führte über mehrere Generationen ein Kaufhaus im Zentrum Ibbenbürens am Unteren Markt. Die Eltern Sally und Bertha Löwenstein hatten drei Kinder: Manfred, Julius und Lilly. Manfred heiratete Emma Poppert, Julius und Eleonore Wilhelmine Lange trauten sich und Lilly war mit Walter Poppert verheiratet. Während der Weltwirtschaftskrise geriet auch ihr Geschäft in eine finanzielle Schieflage, 1928 musste Sally schließlich Konkurs anmelden. Manfred eröffnete nach dem Konkurs der Eltern ebenfalls am Unteren Markt 2 ein Kaufhaus. 1935 organisierte die NSDAP-Ortsgruppe einen lokalen Boykott gegen alle Geschäfte, die von Juden geführt wurden. In der Folge des Boykotts musste auch Manfred sein Geschäft aufgeben. Er verpachtete die Geschäftsräume schließlich an einen SA-Mann, der ihm jedoch offenbar die Pacht nicht zahlte und das Geschäft bereits ein Jahr später wieder aufgeben musste. Manfred Löwenstein ließ bei seinem Schuldner Teile des Hausrats pfänden und beschimpfte den SA-Mann als Lump und Betrüger, was in der Öffentlichkeit für viel Aufmerksamkeit sorgte. Manfred und seine Frau Emma Löwenstein flohen kurze Zeit später in das nahegelegene Enschede. Manfreds weiteres Schicksal ist ungeklärt, nur von Emma ist bekannt, dass sie in Westerbork interniert und später in ein Vernichtungslager gebracht wurde. Seinen Eltern Sally und Bertha Löwenstein gelang es 1938, zur Tochter Lilly und deren Mann Walter Poppert nach Südafrika zu fliehen, die bereits 1936 dort Zuflucht gefunden hatten. 1939 gelang schließlich auch Julius und Eleonore Löwenstein die Flucht nach Südafrika. |
| Unterer Markt 2 ·        | 6. Okt. 2016  | HIER WOHNTE LILLY POPPERT GEB. LÖWENSTEIN JG. 1904 FLUCHT 1936 SÜDAFRIKA                                                                                                   | Stolperstein für Lilly Poppert | Die Familie Löwenstein führte über mehrere Generationen ein Kaufhaus im Zentrum Ibbenbürens am Unteren Markt. Die Eltern Sally und Bertha Löwenstein hatten drei Kinder: Manfred, Julius und Lilly. Manfred heiratete Emma Poppert, Julius und Eleonore Wilhelmine Lange trauten sich und Lilly war mit Walter Poppert verheiratet. Während der Weltwirtschaftskrise geriet auch ihr Geschäft in eine finanzielle Schieflage, 1928 musste Sally schließlich Konkurs anmelden. Manfred eröffnete nach dem Konkurs der Eltern ebenfalls am Unteren Markt 2 ein Kaufhaus. 1935 organisierte die NSDAP-Ortsgruppe einen lokalen Boykott gegen alle Geschäfte, die von Juden geführt wurden. In der Folge des Boykotts musste auch Manfred sein Geschäft aufgeben. Er verpachtete die Geschäftsräume schließlich an einen SA-Mann, der ihm jedoch offenbar die Pacht nicht zahlte und das Geschäft bereits ein Jahr später wieder aufgeben musste. Manfred Löwenstein ließ bei seinem Schuldner Teile des Hausrats pfänden und beschimpfte den SA-Mann als Lump und Betrüger, was in der Öffentlichkeit für viel Aufmerksamkeit sorgte. Manfred und seine Frau Emma Löwenstein flohen kurze Zeit später in das nahegelegene Enschede. Manfreds weiteres Schicksal ist ungeklärt, nur von Emma ist bekannt, dass sie in Westerbork interniert und später in ein Vernichtungslager gebracht wurde. Seinen Eltern Sally und Bertha Löwenstein gelang es 1938, zur Tochter Lilly und deren Mann Walter Poppert nach Südafrika zu fliehen, die bereits 1936 dort Zuflucht gefunden hatten. 1939 gelang schließlich auch Julius und Eleonore Löwenstein die Flucht nach Südafrika. |
| Alte Nordstraße 5 ·      | 3. Nov. 2017  | HIER WOHNTE LEOPOLD ROSENTHAL JG. 1871 GEDEMÜTIGT/ENTRECHTET TOT 14.4.1937                                                                                                 | Bild gesucht Der Benutzer GeorgDerReisende ( Diskussion ) wünscht sich an dieser Stelle ein Bild vom Ort mit diesen Koordinaten 52.27987 7.714045 . Motiv: die Stolpersteine für die Familie Rosenthal, die Lage und das Haus Falls du dabei helfen möchtest, erklärt die Anleitung , wie das geht. BW                | In der Alten Nordstraße 5, in der Nähe der Mauritiuskirche, wohnte Familie Rosenthal. Der Viehhändler Leopold Rosenthal, geboren am 2.5.1871, starb am 14. April 1937 im Alter von 58 Jahren. Bereits 1935 verlor er durch den Boykott der Nationalsozialisten gegenüber den jüdischen Viehhändlern und Metzgern seine wirtschaftliche Lebensgrundlage. Seine Ehefrau Josephine, geborene Epstein, wurde am 8.10.1878 in Goch am Niederrhein geboren. Zur Familie gehörten der Sohn Josef, geboren am 26.1.1910 und die Tochter Else, geboren am 2.3.1911. Else Rosenthal wurde am 20.1.1933 Mutter eines Sohnes, der in Hamburg geboren wurde und den Namen Reinhard bekam. Zu den Bewohnern des Hauses gehörte auch noch Kurt Rosenthal, sein Geburtsdatum datiert auf den 1.8.1904. Kurt Rosenthal ist am 08.12.1932 in Saerbeck gestorben. Er wurde auf dem jüdischen Friedhof in Ibbenbüren begraben. Für einige jüdische Bürger aus Ibbenbüren waren Köln und Hamburg vorrangige Ziele bei dem Versuch, einer immer bedrohlicher werdenden Lage in ihrer Heimatstadt zu entkommen. Hier fand man noch intakte jüdische Gemeinden, die ihre Hilfe anboten. Josephine Rosenthal zog am 17.8.1937, wohl in Begleitung ihres Enkels Reinhard, nach Hamburg in die Marktstraße 94. Ihre Tochter Else war bereits vier Wochen früher nach Hamburg gegangen. Sie hatte in der Wrangelstraße 37 eine Bleibe gefunden. 1941 wurden die Rosenthals nach Litzmannstadt (Lodz) in das KZ deportiert, wo sie am 3.5.1942 ermordet worden sind. Josef Rosenthal emigrierte 1937 über die Niederlande nach Belgien. Dort wurde er aufgegriffen und nach Deutschland ausgeliefert. Im November 1939 wurde er in das KZ Sachsenhausen gebracht. Dort wurde er am 21.5.1942 ermordet. |
| Alte Nordstraße 5 ·      | 3. Nov. 2017  | HIER WOHNTE JOSEF ROSENTHAL JG. 1910 FLUCHT 1937 BELGIEN DEPORTIERT 1939 SACHSENHAUSEN ERMORDET 21.5.1942                                                                  | | In der Alten Nordstraße 5, in der Nähe der Mauritiuskirche, wohnte Familie Rosenthal. Der Viehhändler Leopold Rosenthal, geboren am 2.5.1871, starb am 14. April 1937 im Alter von 58 Jahren. Bereits 1935 verlor er durch den Boykott der Nationalsozialisten gegenüber den jüdischen Viehhändlern und Metzgern seine wirtschaftliche Lebensgrundlage. Seine Ehefrau Josephine, geborene Epstein, wurde am 8.10.1878 in Goch am Niederrhein geboren. Zur Familie gehörten der Sohn Josef, geboren am 26.1.1910 und die Tochter Else, geboren am 2.3.1911. Else Rosenthal wurde am 20.1.1933 Mutter eines Sohnes, der in Hamburg geboren wurde und den Namen Reinhard bekam. Zu den Bewohnern des Hauses gehörte auch noch Kurt Rosenthal, sein Geburtsdatum datiert auf den 1.8.1904. Kurt Rosenthal ist am 08.12.1932 in Saerbeck gestorben. Er wurde auf dem jüdischen Friedhof in Ibbenbüren begraben. Für einige jüdische Bürger aus Ibbenbüren waren Köln und Hamburg vorrangige Ziele bei dem Versuch, einer immer bedrohlicher werdenden Lage in ihrer Heimatstadt zu entkommen. Hier fand man noch intakte jüdische Gemeinden, die ihre Hilfe anboten. Josephine Rosenthal zog am 17.8.1937, wohl in Begleitung ihres Enkels Reinhard, nach Hamburg in die Marktstraße 94. Ihre Tochter Else war bereits vier Wochen früher nach Hamburg gegangen. Sie hatte in der Wrangelstraße 37 eine Bleibe gefunden. 1941 wurden die Rosenthals nach Litzmannstadt (Lodz) in das KZ deportiert, wo sie am 3.5.1942 ermordet worden sind. Josef Rosenthal emigrierte 1937 über die Niederlande nach Belgien. Dort wurde er aufgegriffen und nach Deutschland ausgeliefert. Im November 1939 wurde er in das KZ Sachsenhausen gebracht. Dort wurde er am 21.5.1942 ermordet. |
| Alte Nordstraße 5 ·      | 3. Nov. 2017  | HIER WOHNTE JOSEPHINE ROSENTHAL GEB. EPSTEIN JG. 1878 UNFREIWILLIG VERZOGEN 1937 HAMBURG DEPORTIERT 1941 LODZ / LITZMANNSTADT ERMORDET                                     | | In der Alten Nordstraße 5, in der Nähe der Mauritiuskirche, wohnte Familie Rosenthal. Der Viehhändler Leopold Rosenthal, geboren am 2.5.1871, starb am 14. April 1937 im Alter von 58 Jahren. Bereits 1935 verlor er durch den Boykott der Nationalsozialisten gegenüber den jüdischen Viehhändlern und Metzgern seine wirtschaftliche Lebensgrundlage. Seine Ehefrau Josephine, geborene Epstein, wurde am 8.10.1878 in Goch am Niederrhein geboren. Zur Familie gehörten der Sohn Josef, geboren am 26.1.1910 und die Tochter Else, geboren am 2.3.1911. Else Rosenthal wurde am 20.1.1933 Mutter eines Sohnes, der in Hamburg geboren wurde und den Namen Reinhard bekam. Zu den Bewohnern des Hauses gehörte auch noch Kurt Rosenthal, sein Geburtsdatum datiert auf den 1.8.1904. Kurt Rosenthal ist am 08.12.1932 in Saerbeck gestorben. Er wurde auf dem jüdischen Friedhof in Ibbenbüren begraben. Für einige jüdische Bürger aus Ibbenbüren waren Köln und Hamburg vorrangige Ziele bei dem Versuch, einer immer bedrohlicher werdenden Lage in ihrer Heimatstadt zu entkommen. Hier fand man noch intakte jüdische Gemeinden, die ihre Hilfe anboten. Josephine Rosenthal zog am 17.8.1937, wohl in Begleitung ihres Enkels Reinhard, nach Hamburg in die Marktstraße 94. Ihre Tochter Else war bereits vier Wochen früher nach Hamburg gegangen. Sie hatte in der Wrangelstraße 37 eine Bleibe gefunden. 1941 wurden die Rosenthals nach Litzmannstadt (Lodz) in das KZ deportiert, wo sie am 3.5.1942 ermordet worden sind. Josef Rosenthal emigrierte 1937 über die Niederlande nach Belgien. Dort wurde er aufgegriffen und nach Deutschland ausgeliefert. Im November 1939 wurde er in das KZ Sachsenhausen gebracht. Dort wurde er am 21.5.1942 ermordet. |
| Alte Nordstraße 5 ·      | 3. Nov. 2017  | HIER WOHNTE ELSE ROSENTHAL JG. 1911 UNFREIWILLIG VERZOGEN 1937 HAMBURG DEPORTIERT 1941 LODZ / LITZMANNSTADT ERMORDET                                                       | | In der Alten Nordstraße 5, in der Nähe der Mauritiuskirche, wohnte Familie Rosenthal. Der Viehhändler Leopold Rosenthal, geboren am 2.5.1871, starb am 14. April 1937 im Alter von 58 Jahren. Bereits 1935 verlor er durch den Boykott der Nationalsozialisten gegenüber den jüdischen Viehhändlern und Metzgern seine wirtschaftliche Lebensgrundlage. Seine Ehefrau Josephine, geborene Epstein, wurde am 8.10.1878 in Goch am Niederrhein geboren. Zur Familie gehörten der Sohn Josef, geboren am 26.1.1910 und die Tochter Else, geboren am 2.3.1911. Else Rosenthal wurde am 20.1.1933 Mutter eines Sohnes, der in Hamburg geboren wurde und den Namen Reinhard bekam. Zu den Bewohnern des Hauses gehörte auch noch Kurt Rosenthal, sein Geburtsdatum datiert auf den 1.8.1904. Kurt Rosenthal ist am 08.12.1932 in Saerbeck gestorben. Er wurde auf dem jüdischen Friedhof in Ibbenbüren begraben. Für einige jüdische Bürger aus Ibbenbüren waren Köln und Hamburg vorrangige Ziele bei dem Versuch, einer immer bedrohlicher werdenden Lage in ihrer Heimatstadt zu entkommen. Hier fand man noch intakte jüdische Gemeinden, die ihre Hilfe anboten. Josephine Rosenthal zog am 17.8.1937, wohl in Begleitung ihres Enkels Reinhard, nach Hamburg in die Marktstraße 94. Ihre Tochter Else war bereits vier Wochen früher nach Hamburg gegangen. Sie hatte in der Wrangelstraße 37 eine Bleibe gefunden. 1941 wurden die Rosenthals nach Litzmannstadt (Lodz) in das KZ deportiert, wo sie am 3.5.1942 ermordet worden sind. Josef Rosenthal emigrierte 1937 über die Niederlande nach Belgien. Dort wurde er aufgegriffen und nach Deutschland ausgeliefert. Im November 1939 wurde er in das KZ Sachsenhausen gebracht. Dort wurde er am 21.5.1942 ermordet. |
| Alte Nordstraße 5 ·      | 3. Nov. 2017  | HIER WOHNTE REINHARD ROSENTHAL JG. 1933 UNFREIWILLIG VERZOGEN 1937 HAMBURG DEPORTIERT 1941 LODZ / LITZMANNSTADT ERMORDET                                                   | | In der Alten Nordstraße 5, in der Nähe der Mauritiuskirche, wohnte Familie Rosenthal. Der Viehhändler Leopold Rosenthal, geboren am 2.5.1871, starb am 14. April 1937 im Alter von 58 Jahren. Bereits 1935 verlor er durch den Boykott der Nationalsozialisten gegenüber den jüdischen Viehhändlern und Metzgern seine wirtschaftliche Lebensgrundlage. Seine Ehefrau Josephine, geborene Epstein, wurde am 8.10.1878 in Goch am Niederrhein geboren. Zur Familie gehörten der Sohn Josef, geboren am 26.1.1910 und die Tochter Else, geboren am 2.3.1911. Else Rosenthal wurde am 20.1.1933 Mutter eines Sohnes, der in Hamburg geboren wurde und den Namen Reinhard bekam. Zu den Bewohnern des Hauses gehörte auch noch Kurt Rosenthal, sein Geburtsdatum datiert auf den 1.8.1904. Kurt Rosenthal ist am 08.12.1932 in Saerbeck gestorben. Er wurde auf dem jüdischen Friedhof in Ibbenbüren begraben. Für einige jüdische Bürger aus Ibbenbüren waren Köln und Hamburg vorrangige Ziele bei dem Versuch, einer immer bedrohlicher werdenden Lage in ihrer Heimatstadt zu entkommen. Hier fand man noch intakte jüdische Gemeinden, die ihre Hilfe anboten. Josephine Rosenthal zog am 17.8.1937, wohl in Begleitung ihres Enkels Reinhard, nach Hamburg in die Marktstraße 94. Ihre Tochter Else war bereits vier Wochen früher nach Hamburg gegangen. Sie hatte in der Wrangelstraße 37 eine Bleibe gefunden. 1941 wurden die Rosenthals nach Litzmannstadt (Lodz) in das KZ deportiert, wo sie am 3.5.1942 ermordet worden sind. Josef Rosenthal emigrierte 1937 über die Niederlande nach Belgien. Dort wurde er aufgegriffen und nach Deutschland ausgeliefert. Im November 1939 wurde er in das KZ Sachsenhausen gebracht. Dort wurde er am 21.5.1942 ermordet. |
| Bahnhofstraße 21 ·       | 3. Nov. 2017  | HIER WOHNTE JULIUS KAUFMANN JG. 1868 UNFREIWILLIG VERZOGEN 1938 KÖLN DEPORTIERT 1942 THERESIENSTADT ERMORDET 12.7.1942                                                     | Stolperstein für Julius Kaufmann | Julius Kaufmann wurde am 14. August 1868 in Ibbenbüren geboren. Seine Eltern Moses und Pauline Kaufmann (gestorben 1910) führten ein Textilgeschäft („Manufakturwaren“) in der Bahnhofstraße 21, das Julius, spätestens nach dem Tod des Vaters (1919), von ihnen übernahm. In der Ibbenbürener Bevölkerung war er geachtet, und sein Geschäft war vor der Machtergreifung durch die Nationalsozialisten sehr beliebt. Julius Kaufmann verkaufte am 15.4.1937 sein Wohn- und Geschäftshaus an einen Nachbarn, immerhin noch zu einem Kaufpreis von zwei Dritteln des tatsächlichen Wertes. Wer später verkaufte bzw. dazu gezwungen wurde, musste weit höhere Verluste hinnehmen. Am 2.6.1937 zog Julius Kaufmann nach Köln. Als Adresse ist auf der Abmeldekarte der Stadt Ibbenbüren eingetragen: Zülpicher Straße 84. Wie lange er dort wohnte, ist nicht bekannt, auch nicht, welche Anstrengungen er unternommen hat, um in die USA auszureisen. Jedenfalls: wer im Alter von 69 Jahren derartige Fluchtpläne schmiedet, muss schon sehr verzweifelt sein! Die letzte Anschrift von Julius Kaufmann in Köln lautet: St.-Apern-Straße 29/31. Vor diesem Haus liegt neben zwei anderen ein Stolperstein für Samuel Kaufmann, geboren am 31.7.1868 in Sürth bei Köln, deportiert am 15.6.1942 nach Theresienstadt. Am gleichen Tag wurde auch Julius Kaufmann in den Transport nach Theresienstadt gepfercht. Samuel und Julius waren vermutlich Vettern, beide im Jahr 1868 geboren, beide im Alter von knapp 74 Jahren in Theresienstadt ums Leben gekommen, Julius am 12. Juli, Samuel am 1. September 1942. Theresienstadt: da dachten Unwissende und unwissend Gehaltene an den Filmtitel „Der Führer schenkt den Juden eine Stadt“! |
| Arenbergstraße 1 ·       | 3. Nov. 2017  | HIER WOHNTE EWALD BERGER JG. 1914 ZEUGE JEHOVAS VERHAFTET KRIEGSDIENST VERWEIGERT TODESURTEIL 1940 REICHSKRIEGSGERICHT BERLIN HINGERICHTET 15.6.1940 BERLIN-PLÖTZENSEE     | Stolperstein für Ewald Berger | Ewald Berger, geboren am 16. August 1914 in Ibbenbüren, gehörte Jehovas Zeugen an. Er wurde als Soldat zum Kriegsdienst eingezogen, verweigerte jedoch den Fahneneid auf Adolf Hitler. Deswegen wurde Ewald Berger inhaftiert und vom Reichskriegsgericht in Berlin am 21. Mai 1940 zum Tode verurteilt. Das Urteil wurde am 15. Juni 1940 durch Enthauptung vollstreckt. In den Akten des Gerichts findet sich zum Urteil der kurze Vermerk: „Bibelforscher“ und „Todesstrafe wegen Zersetzung der Wehrkraft“. In der Bevölkerung war nicht bekannt, dass Ewald Berger hingerichtet worden war. Es hieß, er habe auf der Suche nach seiner Seele Selbstmord begangen. |
| Große Straße 69 ·        | 9. Nov. 2018  | HIER WOHNTE JOHANETTE ROSENTHAL GEB. LOEB JG. 1879 UNFREIWILLIG VERZOGEN 1938 KÖLN SCHICKSAL UNBEKANNT                                                                     | Bild gesucht Der Benutzer GeorgDerReisende ( Diskussion ) wünscht sich an dieser Stelle ein Bild vom Ort mit diesen Koordinaten 52.279508 7.71059 . Motiv: die Stolpersteine für die Familien Rosenthal und Ackermann, die Lage und das Haus Falls du dabei helfen möchtest, erklärt die Anleitung , wie das geht. BW | Johannette Rosenthal, geborene Loeb, geboren am 5.9.1879 in Wressen / Steiermark (?), war die Witwe von Calmon Rosenthal, der 1926 in Ibbenbüren starb und auf dem jüdischen Friedhof beigesetzt wurde. Wie viele andere Verfolgte jüdischen Glaubens zog Johannette Rosenthal am 2.12.1938 nach Köln, und zwar in die Spichernstraße 48. Ihr weiteres Schicksal ist uns nicht bekannt. Der Kaufmann und Viehhändler Julius Ackermann wurde am 13.9.1901 in Weyer / St. Goarshausen (Rheinland-Pfalz) geboren. Julius Ackermann war mit Helene Ackermann, geborene Rosenthal, verheiratet. Helene Ackermann kam am 4.4.1903 in Ibbenbüren zur Welt. Ebenfalls zur Familie gehörte Erwin Ackermann, geboren am 15.1.1938 in Ibbenbüren, der Sohn von Helene und Julius. Nach der Reichspogromnacht und der Verwüstung der jüdischen Gotteshäuser (9. / 10. November 1938) wurde Julius Ackermann am 12.11.1938 in sogenannte „Schutzhaft“ genommen, nach kurzer Zeit aber wieder entlassen. Am 5.4.1939 konnte die Familie Ackermann, Julius und Helene mit ihrem Sohn Erwin, auf die Philippinen emigrieren. Dadurch haben sie, noch vor Beginn des 2. Weltkrieges, ihr Leben retten können. In Manila führte Erwin später als Erwachsener ein Restaurant. 1981 ist er nach Spokane / USA ausgewandert. Seine Eltern folgten ihm später in die USA, und zwar nach New York. Elise Ackermann, die Mutter von Martha und Julius, die am 7.7.1867 in Blessenbach / Oberlahnkreis geboren wurde, wohnte offiziell in Weyer-St. Goarshausen, hielt sich aber zum Zeitpunkt ihres Todes bei ihrer Familie in Ibbenbüren auf. Elise Ackermann starb am 8.5.1938 in Ibbenbüren. Die Todesanzeige wurde vom St.-Elisabeth-Hospital aufgegeben. Auch ihr Grab befindet sich auf dem jüdischen Friedhof in Ibbenbüren. Martha Rosenthal, geborene Ackermann, die Schwester von Julius, wurde am 5.3.1911 ebenfalls in Weyer geboren. Sie hat den Holocaust nicht überlebt. Sie zog am 8.12.1938 von Ibbenbüren zunächst nach Köln. Später flüchtete sie in die Niederlande. Am 6.3.1940 wurde sie dort inhaftiert und in das Sammellager Westerbork verbracht. Dort war sie bis zum 4.9.1944, danach im Ghetto Theresienstadt, ab 23.10.1944 im Vernichtungslager Auschwitz, wo sie ermordet worden ist. Der Viehhändler Erich Rosenthal, am 23.7.1904 in Ibbenbüren geboren, wohnte ebenfalls in der Großen Straße 69. Er war mit Martha Rosenthal, geb. Ackermann verheiratet. Ihr Sohn Karl (Calmon, Calman) wurde am 8.4.1938 geboren. Da die Situation der jüdischen Bevölkerung durch die brutalen Übergriffe der Nazis immer bedrohlicher wurde (wie Julius Ackermann wurde auch Erich Rosenthal für etwa zwei Wochen in „Schutzhaft“ genommen), suchte die Familie durch einen Umzug nach Köln, in die relative Anonymität der Großstadt, eine Lösung. Im November / Dezember 1938 war eine Bleibe in der Lützowstraße in Köln gefunden. Von dort führte der Fluchtweg weiter nach Holland. Bereits im März 1940 erfolgte die Inhaftierung und der Transport in das Sammellager Westerbork. Der Aufenthalt dauerte bis zum September 1944. Dann deportierten die Nazis Erich, Martha und Karl mit dem Sammel-Transport XXIV/7 zunächst nach Theresienstadt. Im September / Oktober 1944 wurden die Rosenthals nach Auschwitz verbracht, wo sie ermordet worden sind. Das Todesdatum von Erich ist dokumentiert: 13.1.1945, wann Martha und Karl ums Leben kamen, ist nicht zu ermitteln. Walter, Werner und Irma Rosenthal konnten sich dem Zugriff der Nazis durch die Emigration in die USA entziehen. Walter floh am 8.8.1934 zunächst nach Wesseling bei Köln. Von dort ist ihm dann die Einreise in die USA gelungen. 1949 war er in Flora, Kansas gemeldet. Walter starb am 21.01.1965. Werner Rosenthal emigrierte am 31.1.1936. Er lebte wie Walter in Flora. Sein weiteres Schicksal ist uns nicht bekannt. Irma Rosenthal konnte am 11.10.1937 in die USA emigrieren. Über New York ging ihr Weg dann ebenso nach Flora, Kansas. Dort heiratete sie Walter Weinberg. Ihr weiterer Lebensweg ist nicht bekannt. |
| Große Straße 69 ·        | 9. Nov. 2018  | HIER WOHNTE IRMA ROSENTHAL VERH. WEINBERG JG. 1914 FLUCHT 1937 | | Johannette Rosenthal, geborene Loeb, geboren am 5.9.1879 in Wressen / Steiermark (?), war die Witwe von Calmon Rosenthal, der 1926 in Ibbenbüren starb und auf dem jüdischen Friedhof beigesetzt wurde. Wie viele andere Verfolgte jüdischen Glaubens zog Johannette Rosenthal am 2.12.1938 nach Köln, und zwar in die Spichernstraße 48. Ihr weiteres Schicksal ist uns nicht bekannt. Der Kaufmann und Viehhändler Julius Ackermann wurde am 13.9.1901 in Weyer / St. Goarshausen (Rheinland-Pfalz) geboren. Julius Ackermann war mit Helene Ackermann, geborene Rosenthal, verheiratet. Helene Ackermann kam am 4.4.1903 in Ibbenbüren zur Welt. Ebenfalls zur Familie gehörte Erwin Ackermann, geboren am 15.1.1938 in Ibbenbüren, der Sohn von Helene und Julius. Nach der Reichspogromnacht und der Verwüstung der jüdischen Gotteshäuser (9. / 10. November 1938) wurde Julius Ackermann am 12.11.1938 in sogenannte „Schutzhaft“ genommen, nach kurzer Zeit aber wieder entlassen. Am 5.4.1939 konnte die Familie Ackermann, Julius und Helene mit ihrem Sohn Erwin, auf die Philippinen emigrieren. Dadurch haben sie, noch vor Beginn des 2. Weltkrieges, ihr Leben retten können. In Manila führte Erwin später als Erwachsener ein Restaurant. 1981 ist er nach Spokane / USA ausgewandert. Seine Eltern folgten ihm später in die USA, und zwar nach New York. Elise Ackermann, die Mutter von Martha und Julius, die am 7.7.1867 in Blessenbach / Oberlahnkreis geboren wurde, wohnte offiziell in Weyer-St. Goarshausen, hielt sich aber zum Zeitpunkt ihres Todes bei ihrer Familie in Ibbenbüren auf. Elise Ackermann starb am 8.5.1938 in Ibbenbüren. Die Todesanzeige wurde vom St.-Elisabeth-Hospital aufgegeben. Auch ihr Grab befindet sich auf dem jüdischen Friedhof in Ibbenbüren. Martha Rosenthal, geborene Ackermann, die Schwester von Julius, wurde am 5.3.1911 ebenfalls in Weyer geboren. Sie hat den Holocaust nicht überlebt. Sie zog am 8.12.1938 von Ibbenbüren zunächst nach Köln. Später flüchtete sie in die Niederlande. Am 6.3.1940 wurde sie dort inhaftiert und in das Sammellager Westerbork verbracht. Dort war sie bis zum 4.9.1944, danach im Ghetto Theresienstadt, ab 23.10.1944 im Vernichtungslager Auschwitz, wo sie ermordet worden ist. Der Viehhändler Erich Rosenthal, am 23.7.1904 in Ibbenbüren geboren, wohnte ebenfalls in der Großen Straße 69. Er war mit Martha Rosenthal, geb. Ackermann verheiratet. Ihr Sohn Karl (Calmon, Calman) wurde am 8.4.1938 geboren. Da die Situation der jüdischen Bevölkerung durch die brutalen Übergriffe der Nazis immer bedrohlicher wurde (wie Julius Ackermann wurde auch Erich Rosenthal für etwa zwei Wochen in „Schutzhaft“ genommen), suchte die Familie durch einen Umzug nach Köln, in die relative Anonymität der Großstadt, eine Lösung. Im November / Dezember 1938 war eine Bleibe in der Lützowstraße in Köln gefunden. Von dort führte der Fluchtweg weiter nach Holland. Bereits im März 1940 erfolgte die Inhaftierung und der Transport in das Sammellager Westerbork. Der Aufenthalt dauerte bis zum September 1944. Dann deportierten die Nazis Erich, Martha und Karl mit dem Sammel-Transport XXIV/7 zunächst nach Theresienstadt. Im September / Oktober 1944 wurden die Rosenthals nach Auschwitz verbracht, wo sie ermordet worden sind. Das Todesdatum von Erich ist dokumentiert: 13.1.1945, wann Martha und Karl ums Leben kamen, ist nicht zu ermitteln. Walter, Werner und Irma Rosenthal konnten sich dem Zugriff der Nazis durch die Emigration in die USA entziehen. Walter floh am 8.8.1934 zunächst nach Wesseling bei Köln. Von dort ist ihm dann die Einreise in die USA gelungen. 1949 war er in Flora, Kansas gemeldet. Walter starb am 21.01.1965. Werner Rosenthal emigrierte am 31.1.1936. Er lebte wie Walter in Flora. Sein weiteres Schicksal ist uns nicht bekannt. Irma Rosenthal konnte am 11.10.1937 in die USA emigrieren. Über New York ging ihr Weg dann ebenso nach Flora, Kansas. Dort heiratete sie Walter Weinberg. Ihr weiterer Lebensweg ist nicht bekannt. |
| Große Straße 69 ·        | 9. Nov. 2018  | HIER WOHNTE WERNER ROSENTHAL JG. 1909 FLUCHT 1936 USA | | Johannette Rosenthal, geborene Loeb, geboren am 5.9.1879 in Wressen / Steiermark (?), war die Witwe von Calmon Rosenthal, der 1926 in Ibbenbüren starb und auf dem jüdischen Friedhof beigesetzt wurde. Wie viele andere Verfolgte jüdischen Glaubens zog Johannette Rosenthal am 2.12.1938 nach Köln, und zwar in die Spichernstraße 48. Ihr weiteres Schicksal ist uns nicht bekannt. Der Kaufmann und Viehhändler Julius Ackermann wurde am 13.9.1901 in Weyer / St. Goarshausen (Rheinland-Pfalz) geboren. Julius Ackermann war mit Helene Ackermann, geborene Rosenthal, verheiratet. Helene Ackermann kam am 4.4.1903 in Ibbenbüren zur Welt. Ebenfalls zur Familie gehörte Erwin Ackermann, geboren am 15.1.1938 in Ibbenbüren, der Sohn von Helene und Julius. Nach der Reichspogromnacht und der Verwüstung der jüdischen Gotteshäuser (9. / 10. November 1938) wurde Julius Ackermann am 12.11.1938 in sogenannte „Schutzhaft“ genommen, nach kurzer Zeit aber wieder entlassen. Am 5.4.1939 konnte die Familie Ackermann, Julius und Helene mit ihrem Sohn Erwin, auf die Philippinen emigrieren. Dadurch haben sie, noch vor Beginn des 2. Weltkrieges, ihr Leben retten können. In Manila führte Erwin später als Erwachsener ein Restaurant. 1981 ist er nach Spokane / USA ausgewandert. Seine Eltern folgten ihm später in die USA, und zwar nach New York. Elise Ackermann, die Mutter von Martha und Julius, die am 7.7.1867 in Blessenbach / Oberlahnkreis geboren wurde, wohnte offiziell in Weyer-St. Goarshausen, hielt sich aber zum Zeitpunkt ihres Todes bei ihrer Familie in Ibbenbüren auf. Elise Ackermann starb am 8.5.1938 in Ibbenbüren. Die Todesanzeige wurde vom St.-Elisabeth-Hospital aufgegeben. Auch ihr Grab befindet sich auf dem jüdischen Friedhof in Ibbenbüren. Martha Rosenthal, geborene Ackermann, die Schwester von Julius, wurde am 5.3.1911 ebenfalls in Weyer geboren. Sie hat den Holocaust nicht überlebt. Sie zog am 8.12.1938 von Ibbenbüren zunächst nach Köln. Später flüchtete sie in die Niederlande. Am 6.3.1940 wurde sie dort inhaftiert und in das Sammellager Westerbork verbracht. Dort war sie bis zum 4.9.1944, danach im Ghetto Theresienstadt, ab 23.10.1944 im Vernichtungslager Auschwitz, wo sie ermordet worden ist. Der Viehhändler Erich Rosenthal, am 23.7.1904 in Ibbenbüren geboren, wohnte ebenfalls in der Großen Straße 69. Er war mit Martha Rosenthal, geb. Ackermann verheiratet. Ihr Sohn Karl (Calmon, Calman) wurde am 8.4.1938 geboren. Da die Situation der jüdischen Bevölkerung durch die brutalen Übergriffe der Nazis immer bedrohlicher wurde (wie Julius Ackermann wurde auch Erich Rosenthal für etwa zwei Wochen in „Schutzhaft“ genommen), suchte die Familie durch einen Umzug nach Köln, in die relative Anonymität der Großstadt, eine Lösung. Im November / Dezember 1938 war eine Bleibe in der Lützowstraße in Köln gefunden. Von dort führte der Fluchtweg weiter nach Holland. Bereits im März 1940 erfolgte die Inhaftierung und der Transport in das Sammellager Westerbork. Der Aufenthalt dauerte bis zum September 1944. Dann deportierten die Nazis Erich, Martha und Karl mit dem Sammel-Transport XXIV/7 zunächst nach Theresienstadt. Im September / Oktober 1944 wurden die Rosenthals nach Auschwitz verbracht, wo sie ermordet worden sind. Das Todesdatum von Erich ist dokumentiert: 13.1.1945, wann Martha und Karl ums Leben kamen, ist nicht zu ermitteln. Walter, Werner und Irma Rosenthal konnten sich dem Zugriff der Nazis durch die Emigration in die USA entziehen. Walter floh am 8.8.1934 zunächst nach Wesseling bei Köln. Von dort ist ihm dann die Einreise in die USA gelungen. 1949 war er in Flora, Kansas gemeldet. Walter starb am 21.01.1965. Werner Rosenthal emigrierte am 31.1.1936. Er lebte wie Walter in Flora. Sein weiteres Schicksal ist uns nicht bekannt. Irma Rosenthal konnte am 11.10.1937 in die USA emigrieren. Über New York ging ihr Weg dann ebenso nach Flora, Kansas. Dort heiratete sie Walter Weinberg. Ihr weiterer Lebensweg ist nicht bekannt. |
| Große Straße 69 ·        | 9. Nov. 2018  | HIER WOHNTE WALTER ROSENTHAL JG. 1906 FLUCHT 1936 USA | | Johannette Rosenthal, geborene Loeb, geboren am 5.9.1879 in Wressen / Steiermark (?), war die Witwe von Calmon Rosenthal, der 1926 in Ibbenbüren starb und auf dem jüdischen Friedhof beigesetzt wurde. Wie viele andere Verfolgte jüdischen Glaubens zog Johannette Rosenthal am 2.12.1938 nach Köln, und zwar in die Spichernstraße 48. Ihr weiteres Schicksal ist uns nicht bekannt. Der Kaufmann und Viehhändler Julius Ackermann wurde am 13.9.1901 in Weyer / St. Goarshausen (Rheinland-Pfalz) geboren. Julius Ackermann war mit Helene Ackermann, geborene Rosenthal, verheiratet. Helene Ackermann kam am 4.4.1903 in Ibbenbüren zur Welt. Ebenfalls zur Familie gehörte Erwin Ackermann, geboren am 15.1.1938 in Ibbenbüren, der Sohn von Helene und Julius. Nach der Reichspogromnacht und der Verwüstung der jüdischen Gotteshäuser (9. / 10. November 1938) wurde Julius Ackermann am 12.11.1938 in sogenannte „Schutzhaft“ genommen, nach kurzer Zeit aber wieder entlassen. Am 5.4.1939 konnte die Familie Ackermann, Julius und Helene mit ihrem Sohn Erwin, auf die Philippinen emigrieren. Dadurch haben sie, noch vor Beginn des 2. Weltkrieges, ihr Leben retten können. In Manila führte Erwin später als Erwachsener ein Restaurant. 1981 ist er nach Spokane / USA ausgewandert. Seine Eltern folgten ihm später in die USA, und zwar nach New York. Elise Ackermann, die Mutter von Martha und Julius, die am 7.7.1867 in Blessenbach / Oberlahnkreis geboren wurde, wohnte offiziell in Weyer-St. Goarshausen, hielt sich aber zum Zeitpunkt ihres Todes bei ihrer Familie in Ibbenbüren auf. Elise Ackermann starb am 8.5.1938 in Ibbenbüren. Die Todesanzeige wurde vom St.-Elisabeth-Hospital aufgegeben. Auch ihr Grab befindet sich auf dem jüdischen Friedhof in Ibbenbüren. Martha Rosenthal, geborene Ackermann, die Schwester von Julius, wurde am 5.3.1911 ebenfalls in Weyer geboren. Sie hat den Holocaust nicht überlebt. Sie zog am 8.12.1938 von Ibbenbüren zunächst nach Köln. Später flüchtete sie in die Niederlande. Am 6.3.1940 wurde sie dort inhaftiert und in das Sammellager Westerbork verbracht. Dort war sie bis zum 4.9.1944, danach im Ghetto Theresienstadt, ab 23.10.1944 im Vernichtungslager Auschwitz, wo sie ermordet worden ist. Der Viehhändler Erich Rosenthal, am 23.7.1904 in Ibbenbüren geboren, wohnte ebenfalls in der Großen Straße 69. Er war mit Martha Rosenthal, geb. Ackermann verheiratet. Ihr Sohn Karl (Calmon, Calman) wurde am 8.4.1938 geboren. Da die Situation der jüdischen Bevölkerung durch die brutalen Übergriffe der Nazis immer bedrohlicher wurde (wie Julius Ackermann wurde auch Erich Rosenthal für etwa zwei Wochen in „Schutzhaft“ genommen), suchte die Familie durch einen Umzug nach Köln, in die relative Anonymität der Großstadt, eine Lösung. Im November / Dezember 1938 war eine Bleibe in der Lützowstraße in Köln gefunden. Von dort führte der Fluchtweg weiter nach Holland. Bereits im März 1940 erfolgte die Inhaftierung und der Transport in das Sammellager Westerbork. Der Aufenthalt dauerte bis zum September 1944. Dann deportierten die Nazis Erich, Martha und Karl mit dem Sammel-Transport XXIV/7 zunächst nach Theresienstadt. Im September / Oktober 1944 wurden die Rosenthals nach Auschwitz verbracht, wo sie ermordet worden sind. Das Todesdatum von Erich ist dokumentiert: 13.1.1945, wann Martha und Karl ums Leben kamen, ist nicht zu ermitteln. Walter, Werner und Irma Rosenthal konnten sich dem Zugriff der Nazis durch die Emigration in die USA entziehen. Walter floh am 8.8.1934 zunächst nach Wesseling bei Köln. Von dort ist ihm dann die Einreise in die USA gelungen. 1949 war er in Flora, Kansas gemeldet. Walter starb am 21.01.1965. Werner Rosenthal emigrierte am 31.1.1936. Er lebte wie Walter in Flora. Sein weiteres Schicksal ist uns nicht bekannt. Irma Rosenthal konnte am 11.10.1937 in die USA emigrieren. Über New York ging ihr Weg dann ebenso nach Flora, Kansas. Dort heiratete sie Walter Weinberg. Ihr weiterer Lebensweg ist nicht bekannt. |
| Große Straße 69 ·        | 9. Nov. 2018  | HIER WOHNTE ERICH ROSENTHAL JG. 1904 UNFREIWILLIG VERZOGEN 1938 KÖLN FLUCHT HOLLAND INTERNIERT WESTERBORK DEPORTIERT 1944 THERESIENSTADT 1944 AUSCHWITZ ERMORDET 13.1.1945 | | Johannette Rosenthal, geborene Loeb, geboren am 5.9.1879 in Wressen / Steiermark (?), war die Witwe von Calmon Rosenthal, der 1926 in Ibbenbüren starb und auf dem jüdischen Friedhof beigesetzt wurde. Wie viele andere Verfolgte jüdischen Glaubens zog Johannette Rosenthal am 2.12.1938 nach Köln, und zwar in die Spichernstraße 48. Ihr weiteres Schicksal ist uns nicht bekannt. Der Kaufmann und Viehhändler Julius Ackermann wurde am 13.9.1901 in Weyer / St. Goarshausen (Rheinland-Pfalz) geboren. Julius Ackermann war mit Helene Ackermann, geborene Rosenthal, verheiratet. Helene Ackermann kam am 4.4.1903 in Ibbenbüren zur Welt. Ebenfalls zur Familie gehörte Erwin Ackermann, geboren am 15.1.1938 in Ibbenbüren, der Sohn von Helene und Julius. Nach der Reichspogromnacht und der Verwüstung der jüdischen Gotteshäuser (9. / 10. November 1938) wurde Julius Ackermann am 12.11.1938 in sogenannte „Schutzhaft“ genommen, nach kurzer Zeit aber wieder entlassen. Am 5.4.1939 konnte die Familie Ackermann, Julius und Helene mit ihrem Sohn Erwin, auf die Philippinen emigrieren. Dadurch haben sie, noch vor Beginn des 2. Weltkrieges, ihr Leben retten können. In Manila führte Erwin später als Erwachsener ein Restaurant. 1981 ist er nach Spokane / USA ausgewandert. Seine Eltern folgten ihm später in die USA, und zwar nach New York. Elise Ackermann, die Mutter von Martha und Julius, die am 7.7.1867 in Blessenbach / Oberlahnkreis geboren wurde, wohnte offiziell in Weyer-St. Goarshausen, hielt sich aber zum Zeitpunkt ihres Todes bei ihrer Familie in Ibbenbüren auf. Elise Ackermann starb am 8.5.1938 in Ibbenbüren. Die Todesanzeige wurde vom St.-Elisabeth-Hospital aufgegeben. Auch ihr Grab befindet sich auf dem jüdischen Friedhof in Ibbenbüren. Martha Rosenthal, geborene Ackermann, die Schwester von Julius, wurde am 5.3.1911 ebenfalls in Weyer geboren. Sie hat den Holocaust nicht überlebt. Sie zog am 8.12.1938 von Ibbenbüren zunächst nach Köln. Später flüchtete sie in die Niederlande. Am 6.3.1940 wurde sie dort inhaftiert und in das Sammellager Westerbork verbracht. Dort war sie bis zum 4.9.1944, danach im Ghetto Theresienstadt, ab 23.10.1944 im Vernichtungslager Auschwitz, wo sie ermordet worden ist. Der Viehhändler Erich Rosenthal, am 23.7.1904 in Ibbenbüren geboren, wohnte ebenfalls in der Großen Straße 69. Er war mit Martha Rosenthal, geb. Ackermann verheiratet. Ihr Sohn Karl (Calmon, Calman) wurde am 8.4.1938 geboren. Da die Situation der jüdischen Bevölkerung durch die brutalen Übergriffe der Nazis immer bedrohlicher wurde (wie Julius Ackermann wurde auch Erich Rosenthal für etwa zwei Wochen in „Schutzhaft“ genommen), suchte die Familie durch einen Umzug nach Köln, in die relative Anonymität der Großstadt, eine Lösung. Im November / Dezember 1938 war eine Bleibe in der Lützowstraße in Köln gefunden. Von dort führte der Fluchtweg weiter nach Holland. Bereits im März 1940 erfolgte die Inhaftierung und der Transport in das Sammellager Westerbork. Der Aufenthalt dauerte bis zum September 1944. Dann deportierten die Nazis Erich, Martha und Karl mit dem Sammel-Transport XXIV/7 zunächst nach Theresienstadt. Im September / Oktober 1944 wurden die Rosenthals nach Auschwitz verbracht, wo sie ermordet worden sind. Das Todesdatum von Erich ist dokumentiert: 13.1.1945, wann Martha und Karl ums Leben kamen, ist nicht zu ermitteln. Walter, Werner und Irma Rosenthal konnten sich dem Zugriff der Nazis durch die Emigration in die USA entziehen. Walter floh am 8.8.1934 zunächst nach Wesseling bei Köln. Von dort ist ihm dann die Einreise in die USA gelungen. 1949 war er in Flora, Kansas gemeldet. Walter starb am 21.01.1965. Werner Rosenthal emigrierte am 31.1.1936. Er lebte wie Walter in Flora. Sein weiteres Schicksal ist uns nicht bekannt. Irma Rosenthal konnte am 11.10.1937 in die USA emigrieren. Über New York ging ihr Weg dann ebenso nach Flora, Kansas. Dort heiratete sie Walter Weinberg. Ihr weiterer Lebensweg ist nicht bekannt. |
| Große Straße 69 ·        | 9. Nov. 2018  | HIER WOHNTE MARTHA ROSENTHAL GEB. ACKERMANN JG. 1911 UNFREIWILLIG VERZOGEN 1938 KÖLN FLUCHT HOLLAND DEPORTIERT 1944 THERESIENSTADT 1944 AUSCHWITZ ERMORDET                 | | Johannette Rosenthal, geborene Loeb, geboren am 5.9.1879 in Wressen / Steiermark (?), war die Witwe von Calmon Rosenthal, der 1926 in Ibbenbüren starb und auf dem jüdischen Friedhof beigesetzt wurde. Wie viele andere Verfolgte jüdischen Glaubens zog Johannette Rosenthal am 2.12.1938 nach Köln, und zwar in die Spichernstraße 48. Ihr weiteres Schicksal ist uns nicht bekannt. Der Kaufmann und Viehhändler Julius Ackermann wurde am 13.9.1901 in Weyer / St. Goarshausen (Rheinland-Pfalz) geboren. Julius Ackermann war mit Helene Ackermann, geborene Rosenthal, verheiratet. Helene Ackermann kam am 4.4.1903 in Ibbenbüren zur Welt. Ebenfalls zur Familie gehörte Erwin Ackermann, geboren am 15.1.1938 in Ibbenbüren, der Sohn von Helene und Julius. Nach der Reichspogromnacht und der Verwüstung der jüdischen Gotteshäuser (9. / 10. November 1938) wurde Julius Ackermann am 12.11.1938 in sogenannte „Schutzhaft“ genommen, nach kurzer Zeit aber wieder entlassen. Am 5.4.1939 konnte die Familie Ackermann, Julius und Helene mit ihrem Sohn Erwin, auf die Philippinen emigrieren. Dadurch haben sie, noch vor Beginn des 2. Weltkrieges, ihr Leben retten können. In Manila führte Erwin später als Erwachsener ein Restaurant. 1981 ist er nach Spokane / USA ausgewandert. Seine Eltern folgten ihm später in die USA, und zwar nach New York. Elise Ackermann, die Mutter von Martha und Julius, die am 7.7.1867 in Blessenbach / Oberlahnkreis geboren wurde, wohnte offiziell in Weyer-St. Goarshausen, hielt sich aber zum Zeitpunkt ihres Todes bei ihrer Familie in Ibbenbüren auf. Elise Ackermann starb am 8.5.1938 in Ibbenbüren. Die Todesanzeige wurde vom St.-Elisabeth-Hospital aufgegeben. Auch ihr Grab befindet sich auf dem jüdischen Friedhof in Ibbenbüren. Martha Rosenthal, geborene Ackermann, die Schwester von Julius, wurde am 5.3.1911 ebenfalls in Weyer geboren. Sie hat den Holocaust nicht überlebt. Sie zog am 8.12.1938 von Ibbenbüren zunächst nach Köln. Später flüchtete sie in die Niederlande. Am 6.3.1940 wurde sie dort inhaftiert und in das Sammellager Westerbork verbracht. Dort war sie bis zum 4.9.1944, danach im Ghetto Theresienstadt, ab 23.10.1944 im Vernichtungslager Auschwitz, wo sie ermordet worden ist. Der Viehhändler Erich Rosenthal, am 23.7.1904 in Ibbenbüren geboren, wohnte ebenfalls in der Großen Straße 69. Er war mit Martha Rosenthal, geb. Ackermann verheiratet. Ihr Sohn Karl (Calmon, Calman) wurde am 8.4.1938 geboren. Da die Situation der jüdischen Bevölkerung durch die brutalen Übergriffe der Nazis immer bedrohlicher wurde (wie Julius Ackermann wurde auch Erich Rosenthal für etwa zwei Wochen in „Schutzhaft“ genommen), suchte die Familie durch einen Umzug nach Köln, in die relative Anonymität der Großstadt, eine Lösung. Im November / Dezember 1938 war eine Bleibe in der Lützowstraße in Köln gefunden. Von dort führte der Fluchtweg weiter nach Holland. Bereits im März 1940 erfolgte die Inhaftierung und der Transport in das Sammellager Westerbork. Der Aufenthalt dauerte bis zum September 1944. Dann deportierten die Nazis Erich, Martha und Karl mit dem Sammel-Transport XXIV/7 zunächst nach Theresienstadt. Im September / Oktober 1944 wurden die Rosenthals nach Auschwitz verbracht, wo sie ermordet worden sind. Das Todesdatum von Erich ist dokumentiert: 13.1.1945, wann Martha und Karl ums Leben kamen, ist nicht zu ermitteln. Walter, Werner und Irma Rosenthal konnten sich dem Zugriff der Nazis durch die Emigration in die USA entziehen. Walter floh am 8.8.1934 zunächst nach Wesseling bei Köln. Von dort ist ihm dann die Einreise in die USA gelungen. 1949 war er in Flora, Kansas gemeldet. Walter starb am 21.01.1965. Werner Rosenthal emigrierte am 31.1.1936. Er lebte wie Walter in Flora. Sein weiteres Schicksal ist uns nicht bekannt. Irma Rosenthal konnte am 11.10.1937 in die USA emigrieren. Über New York ging ihr Weg dann ebenso nach Flora, Kansas. Dort heiratete sie Walter Weinberg. Ihr weiterer Lebensweg ist nicht bekannt. |
| Große Straße 69 ·        | 9. Nov. 2018  | HIER WOHNTE KARL C. ROSENTHAL JG. 1938 UNFREIWILLIG VERZOGEN 1938 KÖLN FLUCHT HOLLAND INTERNIERT WESTERBORK DEPORTIERT 1944 THERESIENSTADT 1944 AUSCHWITZ ERMORDET         | | Johannette Rosenthal, geborene Loeb, geboren am 5.9.1879 in Wressen / Steiermark (?), war die Witwe von Calmon Rosenthal, der 1926 in Ibbenbüren starb und auf dem jüdischen Friedhof beigesetzt wurde. Wie viele andere Verfolgte jüdischen Glaubens zog Johannette Rosenthal am 2.12.1938 nach Köln, und zwar in die Spichernstraße 48. Ihr weiteres Schicksal ist uns nicht bekannt. Der Kaufmann und Viehhändler Julius Ackermann wurde am 13.9.1901 in Weyer / St. Goarshausen (Rheinland-Pfalz) geboren. Julius Ackermann war mit Helene Ackermann, geborene Rosenthal, verheiratet. Helene Ackermann kam am 4.4.1903 in Ibbenbüren zur Welt. Ebenfalls zur Familie gehörte Erwin Ackermann, geboren am 15.1.1938 in Ibbenbüren, der Sohn von Helene und Julius. Nach der Reichspogromnacht und der Verwüstung der jüdischen Gotteshäuser (9. / 10. November 1938) wurde Julius Ackermann am 12.11.1938 in sogenannte „Schutzhaft“ genommen, nach kurzer Zeit aber wieder entlassen. Am 5.4.1939 konnte die Familie Ackermann, Julius und Helene mit ihrem Sohn Erwin, auf die Philippinen emigrieren. Dadurch haben sie, noch vor Beginn des 2. Weltkrieges, ihr Leben retten können. In Manila führte Erwin später als Erwachsener ein Restaurant. 1981 ist er nach Spokane / USA ausgewandert. Seine Eltern folgten ihm später in die USA, und zwar nach New York. Elise Ackermann, die Mutter von Martha und Julius, die am 7.7.1867 in Blessenbach / Oberlahnkreis geboren wurde, wohnte offiziell in Weyer-St. Goarshausen, hielt sich aber zum Zeitpunkt ihres Todes bei ihrer Familie in Ibbenbüren auf. Elise Ackermann starb am 8.5.1938 in Ibbenbüren. Die Todesanzeige wurde vom St.-Elisabeth-Hospital aufgegeben. Auch ihr Grab befindet sich auf dem jüdischen Friedhof in Ibbenbüren. Martha Rosenthal, geborene Ackermann, die Schwester von Julius, wurde am 5.3.1911 ebenfalls in Weyer geboren. Sie hat den Holocaust nicht überlebt. Sie zog am 8.12.1938 von Ibbenbüren zunächst nach Köln. Später flüchtete sie in die Niederlande. Am 6.3.1940 wurde sie dort inhaftiert und in das Sammellager Westerbork verbracht. Dort war sie bis zum 4.9.1944, danach im Ghetto Theresienstadt, ab 23.10.1944 im Vernichtungslager Auschwitz, wo sie ermordet worden ist. Der Viehhändler Erich Rosenthal, am 23.7.1904 in Ibbenbüren geboren, wohnte ebenfalls in der Großen Straße 69. Er war mit Martha Rosenthal, geb. Ackermann verheiratet. Ihr Sohn Karl (Calmon, Calman) wurde am 8.4.1938 geboren. Da die Situation der jüdischen Bevölkerung durch die brutalen Übergriffe der Nazis immer bedrohlicher wurde (wie Julius Ackermann wurde auch Erich Rosenthal für etwa zwei Wochen in „Schutzhaft“ genommen), suchte die Familie durch einen Umzug nach Köln, in die relative Anonymität der Großstadt, eine Lösung. Im November / Dezember 1938 war eine Bleibe in der Lützowstraße in Köln gefunden. Von dort führte der Fluchtweg weiter nach Holland. Bereits im März 1940 erfolgte die Inhaftierung und der Transport in das Sammellager Westerbork. Der Aufenthalt dauerte bis zum September 1944. Dann deportierten die Nazis Erich, Martha und Karl mit dem Sammel-Transport XXIV/7 zunächst nach Theresienstadt. Im September / Oktober 1944 wurden die Rosenthals nach Auschwitz verbracht, wo sie ermordet worden sind. Das Todesdatum von Erich ist dokumentiert: 13.1.1945, wann Martha und Karl ums Leben kamen, ist nicht zu ermitteln. Walter, Werner und Irma Rosenthal konnten sich dem Zugriff der Nazis durch die Emigration in die USA entziehen. Walter floh am 8.8.1934 zunächst nach Wesseling bei Köln. Von dort ist ihm dann die Einreise in die USA gelungen. 1949 war er in Flora, Kansas gemeldet. Walter starb am 21.01.1965. Werner Rosenthal emigrierte am 31.1.1936. Er lebte wie Walter in Flora. Sein weiteres Schicksal ist uns nicht bekannt. Irma Rosenthal konnte am 11.10.1937 in die USA emigrieren. Über New York ging ihr Weg dann ebenso nach Flora, Kansas. Dort heiratete sie Walter Weinberg. Ihr weiterer Lebensweg ist nicht bekannt. |
| Große Straße 69 ·        | 9. Nov. 2018  | HIER WOHNTE ERWIN ACKERMANN JG. 1939 FLUCHT 1939 PHILIPPINEN | | Johannette Rosenthal, geborene Loeb, geboren am 5.9.1879 in Wressen / Steiermark (?), war die Witwe von Calmon Rosenthal, der 1926 in Ibbenbüren starb und auf dem jüdischen Friedhof beigesetzt wurde. Wie viele andere Verfolgte jüdischen Glaubens zog Johannette Rosenthal am 2.12.1938 nach Köln, und zwar in die Spichernstraße 48. Ihr weiteres Schicksal ist uns nicht bekannt. Der Kaufmann und Viehhändler Julius Ackermann wurde am 13.9.1901 in Weyer / St. Goarshausen (Rheinland-Pfalz) geboren. Julius Ackermann war mit Helene Ackermann, geborene Rosenthal, verheiratet. Helene Ackermann kam am 4.4.1903 in Ibbenbüren zur Welt. Ebenfalls zur Familie gehörte Erwin Ackermann, geboren am 15.1.1938 in Ibbenbüren, der Sohn von Helene und Julius. Nach der Reichspogromnacht und der Verwüstung der jüdischen Gotteshäuser (9. / 10. November 1938) wurde Julius Ackermann am 12.11.1938 in sogenannte „Schutzhaft“ genommen, nach kurzer Zeit aber wieder entlassen. Am 5.4.1939 konnte die Familie Ackermann, Julius und Helene mit ihrem Sohn Erwin, auf die Philippinen emigrieren. Dadurch haben sie, noch vor Beginn des 2. Weltkrieges, ihr Leben retten können. In Manila führte Erwin später als Erwachsener ein Restaurant. 1981 ist er nach Spokane / USA ausgewandert. Seine Eltern folgten ihm später in die USA, und zwar nach New York. Elise Ackermann, die Mutter von Martha und Julius, die am 7.7.1867 in Blessenbach / Oberlahnkreis geboren wurde, wohnte offiziell in Weyer-St. Goarshausen, hielt sich aber zum Zeitpunkt ihres Todes bei ihrer Familie in Ibbenbüren auf. Elise Ackermann starb am 8.5.1938 in Ibbenbüren. Die Todesanzeige wurde vom St.-Elisabeth-Hospital aufgegeben. Auch ihr Grab befindet sich auf dem jüdischen Friedhof in Ibbenbüren. Martha Rosenthal, geborene Ackermann, die Schwester von Julius, wurde am 5.3.1911 ebenfalls in Weyer geboren. Sie hat den Holocaust nicht überlebt. Sie zog am 8.12.1938 von Ibbenbüren zunächst nach Köln. Später flüchtete sie in die Niederlande. Am 6.3.1940 wurde sie dort inhaftiert und in das Sammellager Westerbork verbracht. Dort war sie bis zum 4.9.1944, danach im Ghetto Theresienstadt, ab 23.10.1944 im Vernichtungslager Auschwitz, wo sie ermordet worden ist. Der Viehhändler Erich Rosenthal, am 23.7.1904 in Ibbenbüren geboren, wohnte ebenfalls in der Großen Straße 69. Er war mit Martha Rosenthal, geb. Ackermann verheiratet. Ihr Sohn Karl (Calmon, Calman) wurde am 8.4.1938 geboren. Da die Situation der jüdischen Bevölkerung durch die brutalen Übergriffe der Nazis immer bedrohlicher wurde (wie Julius Ackermann wurde auch Erich Rosenthal für etwa zwei Wochen in „Schutzhaft“ genommen), suchte die Familie durch einen Umzug nach Köln, in die relative Anonymität der Großstadt, eine Lösung. Im November / Dezember 1938 war eine Bleibe in der Lützowstraße in Köln gefunden. Von dort führte der Fluchtweg weiter nach Holland. Bereits im März 1940 erfolgte die Inhaftierung und der Transport in das Sammellager Westerbork. Der Aufenthalt dauerte bis zum September 1944. Dann deportierten die Nazis Erich, Martha und Karl mit dem Sammel-Transport XXIV/7 zunächst nach Theresienstadt. Im September / Oktober 1944 wurden die Rosenthals nach Auschwitz verbracht, wo sie ermordet worden sind. Das Todesdatum von Erich ist dokumentiert: 13.1.1945, wann Martha und Karl ums Leben kamen, ist nicht zu ermitteln. Walter, Werner und Irma Rosenthal konnten sich dem Zugriff der Nazis durch die Emigration in die USA entziehen. Walter floh am 8.8.1934 zunächst nach Wesseling bei Köln. Von dort ist ihm dann die Einreise in die USA gelungen. 1949 war er in Flora, Kansas gemeldet. Walter starb am 21.01.1965. Werner Rosenthal emigrierte am 31.1.1936. Er lebte wie Walter in Flora. Sein weiteres Schicksal ist uns nicht bekannt. Irma Rosenthal konnte am 11.10.1937 in die USA emigrieren. Über New York ging ihr Weg dann ebenso nach Flora, Kansas. Dort heiratete sie Walter Weinberg. Ihr weiterer Lebensweg ist nicht bekannt. |
| Große Straße 69 ·        | 9. Nov. 2018  | HIER WOHNTE JULIUS ACKERMANN JG. 1901 'SCHUTZHAFT' 1938 FLUCHT 1939 PHILIPPINEN                                                                                            | | Johannette Rosenthal, geborene Loeb, geboren am 5.9.1879 in Wressen / Steiermark (?), war die Witwe von Calmon Rosenthal, der 1926 in Ibbenbüren starb und auf dem jüdischen Friedhof beigesetzt wurde. Wie viele andere Verfolgte jüdischen Glaubens zog Johannette Rosenthal am 2.12.1938 nach Köln, und zwar in die Spichernstraße 48. Ihr weiteres Schicksal ist uns nicht bekannt. Der Kaufmann und Viehhändler Julius Ackermann wurde am 13.9.1901 in Weyer / St. Goarshausen (Rheinland-Pfalz) geboren. Julius Ackermann war mit Helene Ackermann, geborene Rosenthal, verheiratet. Helene Ackermann kam am 4.4.1903 in Ibbenbüren zur Welt. Ebenfalls zur Familie gehörte Erwin Ackermann, geboren am 15.1.1938 in Ibbenbüren, der Sohn von Helene und Julius. Nach der Reichspogromnacht und der Verwüstung der jüdischen Gotteshäuser (9. / 10. November 1938) wurde Julius Ackermann am 12.11.1938 in sogenannte „Schutzhaft“ genommen, nach kurzer Zeit aber wieder entlassen. Am 5.4.1939 konnte die Familie Ackermann, Julius und Helene mit ihrem Sohn Erwin, auf die Philippinen emigrieren. Dadurch haben sie, noch vor Beginn des 2. Weltkrieges, ihr Leben retten können. In Manila führte Erwin später als Erwachsener ein Restaurant. 1981 ist er nach Spokane / USA ausgewandert. Seine Eltern folgten ihm später in die USA, und zwar nach New York. Elise Ackermann, die Mutter von Martha und Julius, die am 7.7.1867 in Blessenbach / Oberlahnkreis geboren wurde, wohnte offiziell in Weyer-St. Goarshausen, hielt sich aber zum Zeitpunkt ihres Todes bei ihrer Familie in Ibbenbüren auf. Elise Ackermann starb am 8.5.1938 in Ibbenbüren. Die Todesanzeige wurde vom St.-Elisabeth-Hospital aufgegeben. Auch ihr Grab befindet sich auf dem jüdischen Friedhof in Ibbenbüren. Martha Rosenthal, geborene Ackermann, die Schwester von Julius, wurde am 5.3.1911 ebenfalls in Weyer geboren. Sie hat den Holocaust nicht überlebt. Sie zog am 8.12.1938 von Ibbenbüren zunächst nach Köln. Später flüchtete sie in die Niederlande. Am 6.3.1940 wurde sie dort inhaftiert und in das Sammellager Westerbork verbracht. Dort war sie bis zum 4.9.1944, danach im Ghetto Theresienstadt, ab 23.10.1944 im Vernichtungslager Auschwitz, wo sie ermordet worden ist. Der Viehhändler Erich Rosenthal, am 23.7.1904 in Ibbenbüren geboren, wohnte ebenfalls in der Großen Straße 69. Er war mit Martha Rosenthal, geb. Ackermann verheiratet. Ihr Sohn Karl (Calmon, Calman) wurde am 8.4.1938 geboren. Da die Situation der jüdischen Bevölkerung durch die brutalen Übergriffe der Nazis immer bedrohlicher wurde (wie Julius Ackermann wurde auch Erich Rosenthal für etwa zwei Wochen in „Schutzhaft“ genommen), suchte die Familie durch einen Umzug nach Köln, in die relative Anonymität der Großstadt, eine Lösung. Im November / Dezember 1938 war eine Bleibe in der Lützowstraße in Köln gefunden. Von dort führte der Fluchtweg weiter nach Holland. Bereits im März 1940 erfolgte die Inhaftierung und der Transport in das Sammellager Westerbork. Der Aufenthalt dauerte bis zum September 1944. Dann deportierten die Nazis Erich, Martha und Karl mit dem Sammel-Transport XXIV/7 zunächst nach Theresienstadt. Im September / Oktober 1944 wurden die Rosenthals nach Auschwitz verbracht, wo sie ermordet worden sind. Das Todesdatum von Erich ist dokumentiert: 13.1.1945, wann Martha und Karl ums Leben kamen, ist nicht zu ermitteln. Walter, Werner und Irma Rosenthal konnten sich dem Zugriff der Nazis durch die Emigration in die USA entziehen. Walter floh am 8.8.1934 zunächst nach Wesseling bei Köln. Von dort ist ihm dann die Einreise in die USA gelungen. 1949 war er in Flora, Kansas gemeldet. Walter starb am 21.01.1965. Werner Rosenthal emigrierte am 31.1.1936. Er lebte wie Walter in Flora. Sein weiteres Schicksal ist uns nicht bekannt. Irma Rosenthal konnte am 11.10.1937 in die USA emigrieren. Über New York ging ihr Weg dann ebenso nach Flora, Kansas. Dort heiratete sie Walter Weinberg. Ihr weiterer Lebensweg ist nicht bekannt. |
| Große Straße 69 ·        | 9. Nov. 2018  | HIER WOHNTE HELENE ACKERMANN GEB. ROSENTHAL JG. 1903 FLUCHT 1939 PHILIPPINEN                                                                                               | | Johannette Rosenthal, geborene Loeb, geboren am 5.9.1879 in Wressen / Steiermark (?), war die Witwe von Calmon Rosenthal, der 1926 in Ibbenbüren starb und auf dem jüdischen Friedhof beigesetzt wurde. Wie viele andere Verfolgte jüdischen Glaubens zog Johannette Rosenthal am 2.12.1938 nach Köln, und zwar in die Spichernstraße 48. Ihr weiteres Schicksal ist uns nicht bekannt. Der Kaufmann und Viehhändler Julius Ackermann wurde am 13.9.1901 in Weyer / St. Goarshausen (Rheinland-Pfalz) geboren. Julius Ackermann war mit Helene Ackermann, geborene Rosenthal, verheiratet. Helene Ackermann kam am 4.4.1903 in Ibbenbüren zur Welt. Ebenfalls zur Familie gehörte Erwin Ackermann, geboren am 15.1.1938 in Ibbenbüren, der Sohn von Helene und Julius. Nach der Reichspogromnacht und der Verwüstung der jüdischen Gotteshäuser (9. / 10. November 1938) wurde Julius Ackermann am 12.11.1938 in sogenannte „Schutzhaft“ genommen, nach kurzer Zeit aber wieder entlassen. Am 5.4.1939 konnte die Familie Ackermann, Julius und Helene mit ihrem Sohn Erwin, auf die Philippinen emigrieren. Dadurch haben sie, noch vor Beginn des 2. Weltkrieges, ihr Leben retten können. In Manila führte Erwin später als Erwachsener ein Restaurant. 1981 ist er nach Spokane / USA ausgewandert. Seine Eltern folgten ihm später in die USA, und zwar nach New York. Elise Ackermann, die Mutter von Martha und Julius, die am 7.7.1867 in Blessenbach / Oberlahnkreis geboren wurde, wohnte offiziell in Weyer-St. Goarshausen, hielt sich aber zum Zeitpunkt ihres Todes bei ihrer Familie in Ibbenbüren auf. Elise Ackermann starb am 8.5.1938 in Ibbenbüren. Die Todesanzeige wurde vom St.-Elisabeth-Hospital aufgegeben. Auch ihr Grab befindet sich auf dem jüdischen Friedhof in Ibbenbüren. Martha Rosenthal, geborene Ackermann, die Schwester von Julius, wurde am 5.3.1911 ebenfalls in Weyer geboren. Sie hat den Holocaust nicht überlebt. Sie zog am 8.12.1938 von Ibbenbüren zunächst nach Köln. Später flüchtete sie in die Niederlande. Am 6.3.1940 wurde sie dort inhaftiert und in das Sammellager Westerbork verbracht. Dort war sie bis zum 4.9.1944, danach im Ghetto Theresienstadt, ab 23.10.1944 im Vernichtungslager Auschwitz, wo sie ermordet worden ist. Der Viehhändler Erich Rosenthal, am 23.7.1904 in Ibbenbüren geboren, wohnte ebenfalls in der Großen Straße 69. Er war mit Martha Rosenthal, geb. Ackermann verheiratet. Ihr Sohn Karl (Calmon, Calman) wurde am 8.4.1938 geboren. Da die Situation der jüdischen Bevölkerung durch die brutalen Übergriffe der Nazis immer bedrohlicher wurde (wie Julius Ackermann wurde auch Erich Rosenthal für etwa zwei Wochen in „Schutzhaft“ genommen), suchte die Familie durch einen Umzug nach Köln, in die relative Anonymität der Großstadt, eine Lösung. Im November / Dezember 1938 war eine Bleibe in der Lützowstraße in Köln gefunden. Von dort führte der Fluchtweg weiter nach Holland. Bereits im März 1940 erfolgte die Inhaftierung und der Transport in das Sammellager Westerbork. Der Aufenthalt dauerte bis zum September 1944. Dann deportierten die Nazis Erich, Martha und Karl mit dem Sammel-Transport XXIV/7 zunächst nach Theresienstadt. Im September / Oktober 1944 wurden die Rosenthals nach Auschwitz verbracht, wo sie ermordet worden sind. Das Todesdatum von Erich ist dokumentiert: 13.1.1945, wann Martha und Karl ums Leben kamen, ist nicht zu ermitteln. Walter, Werner und Irma Rosenthal konnten sich dem Zugriff der Nazis durch die Emigration in die USA entziehen. Walter floh am 8.8.1934 zunächst nach Wesseling bei Köln. Von dort ist ihm dann die Einreise in die USA gelungen. 1949 war er in Flora, Kansas gemeldet. Walter starb am 21.01.1965. Werner Rosenthal emigrierte am 31.1.1936. Er lebte wie Walter in Flora. Sein weiteres Schicksal ist uns nicht bekannt. Irma Rosenthal konnte am 11.10.1937 in die USA emigrieren. Über New York ging ihr Weg dann ebenso nach Flora, Kansas. Dort heiratete sie Walter Weinberg. Ihr weiterer Lebensweg ist nicht bekannt. |
| Große Straße 69 ·        | 9. Nov. 2018  | HIER WOHNTE ELISE ACKERMANN GEB. HALBERSTADT JG. 1867 GEDEMÜTIGT/ENTRECHTET TOT 8.5.1938                                                                                   | | Johannette Rosenthal, geborene Loeb, geboren am 5.9.1879 in Wressen / Steiermark (?), war die Witwe von Calmon Rosenthal, der 1926 in Ibbenbüren starb und auf dem jüdischen Friedhof beigesetzt wurde. Wie viele andere Verfolgte jüdischen Glaubens zog Johannette Rosenthal am 2.12.1938 nach Köln, und zwar in die Spichernstraße 48. Ihr weiteres Schicksal ist uns nicht bekannt. Der Kaufmann und Viehhändler Julius Ackermann wurde am 13.9.1901 in Weyer / St. Goarshausen (Rheinland-Pfalz) geboren. Julius Ackermann war mit Helene Ackermann, geborene Rosenthal, verheiratet. Helene Ackermann kam am 4.4.1903 in Ibbenbüren zur Welt. Ebenfalls zur Familie gehörte Erwin Ackermann, geboren am 15.1.1938 in Ibbenbüren, der Sohn von Helene und Julius. Nach der Reichspogromnacht und der Verwüstung der jüdischen Gotteshäuser (9. / 10. November 1938) wurde Julius Ackermann am 12.11.1938 in sogenannte „Schutzhaft“ genommen, nach kurzer Zeit aber wieder entlassen. Am 5.4.1939 konnte die Familie Ackermann, Julius und Helene mit ihrem Sohn Erwin, auf die Philippinen emigrieren. Dadurch haben sie, noch vor Beginn des 2. Weltkrieges, ihr Leben retten können. In Manila führte Erwin später als Erwachsener ein Restaurant. 1981 ist er nach Spokane / USA ausgewandert. Seine Eltern folgten ihm später in die USA, und zwar nach New York. Elise Ackermann, die Mutter von Martha und Julius, die am 7.7.1867 in Blessenbach / Oberlahnkreis geboren wurde, wohnte offiziell in Weyer-St. Goarshausen, hielt sich aber zum Zeitpunkt ihres Todes bei ihrer Familie in Ibbenbüren auf. Elise Ackermann starb am 8.5.1938 in Ibbenbüren. Die Todesanzeige wurde vom St.-Elisabeth-Hospital aufgegeben. Auch ihr Grab befindet sich auf dem jüdischen Friedhof in Ibbenbüren. Martha Rosenthal, geborene Ackermann, die Schwester von Julius, wurde am 5.3.1911 ebenfalls in Weyer geboren. Sie hat den Holocaust nicht überlebt. Sie zog am 8.12.1938 von Ibbenbüren zunächst nach Köln. Später flüchtete sie in die Niederlande. Am 6.3.1940 wurde sie dort inhaftiert und in das Sammellager Westerbork verbracht. Dort war sie bis zum 4.9.1944, danach im Ghetto Theresienstadt, ab 23.10.1944 im Vernichtungslager Auschwitz, wo sie ermordet worden ist. Der Viehhändler Erich Rosenthal, am 23.7.1904 in Ibbenbüren geboren, wohnte ebenfalls in der Großen Straße 69. Er war mit Martha Rosenthal, geb. Ackermann verheiratet. Ihr Sohn Karl (Calmon, Calman) wurde am 8.4.1938 geboren. Da die Situation der jüdischen Bevölkerung durch die brutalen Übergriffe der Nazis immer bedrohlicher wurde (wie Julius Ackermann wurde auch Erich Rosenthal für etwa zwei Wochen in „Schutzhaft“ genommen), suchte die Familie durch einen Umzug nach Köln, in die relative Anonymität der Großstadt, eine Lösung. Im November / Dezember 1938 war eine Bleibe in der Lützowstraße in Köln gefunden. Von dort führte der Fluchtweg weiter nach Holland. Bereits im März 1940 erfolgte die Inhaftierung und der Transport in das Sammellager Westerbork. Der Aufenthalt dauerte bis zum September 1944. Dann deportierten die Nazis Erich, Martha und Karl mit dem Sammel-Transport XXIV/7 zunächst nach Theresienstadt. Im September / Oktober 1944 wurden die Rosenthals nach Auschwitz verbracht, wo sie ermordet worden sind. Das Todesdatum von Erich ist dokumentiert: 13.1.1945, wann Martha und Karl ums Leben kamen, ist nicht zu ermitteln. Walter, Werner und Irma Rosenthal konnten sich dem Zugriff der Nazis durch die Emigration in die USA entziehen. Walter floh am 8.8.1934 zunächst nach Wesseling bei Köln. Von dort ist ihm dann die Einreise in die USA gelungen. 1949 war er in Flora, Kansas gemeldet. Walter starb am 21.01.1965. Werner Rosenthal emigrierte am 31.1.1936. Er lebte wie Walter in Flora. Sein weiteres Schicksal ist uns nicht bekannt. Irma Rosenthal konnte am 11.10.1937 in die USA emigrieren. Über New York ging ihr Weg dann ebenso nach Flora, Kansas. Dort heiratete sie Walter Weinberg. Ihr weiterer Lebensweg ist nicht bekannt. |
| Alte Münsterstraße 2 ·   | 23. Juni 2021 | HIER WOHNTE ISAAK WINCKLER JG. 1859 GEDEMÜTIGT/ENTRECHTET TOT 1937 | Bild gesucht Die Wikipedia wünscht sich an dieser Stelle ein Bild vom Ort mit diesen Koordinaten 52.274153 7.714241 . Motiv: Stolperstein für Isaak Winckler, die Lage und das Haus Falls du dabei helfen möchtest, erklärt die Anleitung , wie das geht. BW                                                          | Isaak Winkler wurde am 24. April 1859 (oder 1861) in Ibbenbüren geboren. Er erlernte den Beruf des Metzgers und übernahm den elterlichen Fleischereibetrieb in der Münsterstraße 2. In die Ibbenbürener Gesellschaft war Winkler voll integriert. Er war Mitglied der freiwilligen Feuerwehr und auch aktives Mitglied der Fastnacht „Poststraße“. Aus der Kundschaft und von Mitarbeiterinnen wird er als freundlich, humorvoll, zuvorkommend und großzügig beschrieben. Regelmäßig unterstützte er bedürftige Familien, und auch das St.-Elisabeth-Krankenhaus erhielt manche Zuwendung aus seinem Betrieb. Mit der Machtergreifung Adolf Hitlers im Januar 1933 begann für die jüdischen Geschäftsleute eine Zeit der Ausgrenzung, des Boykotts und des Terrors. Kunden wurden öffentlich bloßgestellt, wenn sie „beim Juden“ einkauften. Die Einschüchterung war so drastisch, dass Winkler sich 1935 veranlasst sah, die Geschäftsführung an seinen Altgesellen Clemens Bosse abzugeben. Nach dem Tod von Winkler am 13. Februar 1937 bemühte sich sein Vetter David Winkler aus Dortmund um die Regelung des Nachlasses. Haus und Grundstück in der Innenstadt wurden verpachtet, aber über 40 % der Pachtsumme mussten an den Staat abgeführt werden. Das Grundstück in der Westvorstadt mit Weideflächen und Ställen mit einer Fläche von 4 ha wurde an das St.-Elisabeth-Krankenhaus überschrieben. Als großziger Förderer wurde Isaak Winkler im Krankenhaus liebevoll gepflegt – in einer Zeit, in der es nicht mehr erwünscht war, dass Juden in deutschen Kliniken behandelt wurden. Isaak Winkler blieb unverheiratet, lebte aber mit seiner Haushälterin Helene Wexseler (geboren am 13.8.1874 in Bersenbrück) im Wohn- und Geschäftshaus in der Münsterstraße. Zwei eindrucksvolle Grabsteine auf dem jüdischen Friedhof erinnern an die beiden und machen durch die einheitliche Gestaltung deutlich, dass die hier Begrabenen zusammengehören. Im Gedenken an Isaak Winkler wurde eine Anliegerstraße in der Westvorstadt „Isaak-Winkler-Weg“ benannt, in der Nähe seiner früheren Viehweide |
| Abendsternschacht 39 ·   | 23. Juni 2021 | HIER WOHNTE ADOLPH MOH JG. 1898 IM WIDERSTAND, KPD, SCHUTZHAFT 1933 EMSLANDLAGER BÖRGERMOOR, 1944 NEUENGAMME TOT 3. Mai 1945 CAP ARCONA, NEUENBURGER BUCHT                 | Bild gesucht Die Wikipedia wünscht sich an dieser Stelle ein Bild vom Ort mit diesen Koordinaten 52.309565 7.661707 . Motiv: Stolperstein für Adolph und Alwine Moh, die Lage und das Haus Falls du dabei helfen möchtest, erklärt die Anleitung , wie das geht. BW                                                   | Adolph Moh wurde am 26.11.1898 in Crossen an der Oder geboren. Als Berufsbezeichnung steht in der Heiratsurkunde „Ziegeleiarbeiter“, in anderen amtlichen Urkunden wird als Beruf „Bergmann“ angegeben. Am 5. Juli 1942 heiratete er in Ibbenbüren Alwine Moh geb. Mersch (geboren am 11.8.1908 in Westerkappeln). Bis 1933 war er „führendes Mitglied der KPD und gehörte zeitweise dem Kreistag Tecklenburg als Abgeordneter dieser Partei an“ (so in einem Schriftsatz des Regierungspräsidenten von Münster). Nach dem Reichstagsbrand am 27./28. Februar 1933 wurde er in „Schutzhaft“ genommen und in das Gerichtsgefängnis in Münster gebracht. Ende Juni wurden er und andere arbeitsfähige Häftlinge in das neu gegründete Emslandlager Börgermoor verbracht und für den Aufbau des Lagers eingesetzt. Aus dem ebenfalls von den Gefangenen neu errichteten Nachbarlager Esterwegen wurde er am 15.7.1934 entlassen. Er stand danach unter ständiger strenger Überwachung. Im Sommer 1935 soll er „mit Gesinnungsgenossen“ den Moskauer Rundfunk abgehört haben Eine zweite Inhaftierung in ein Konzentrationslager fand am 15.10.1936 statt. Da wurde er in das KZ Sachsenhausen eingeliefert, aus dem er am 20.4.1939 entlassen wurde – offensichtlich im Rahmen einer Amnestie an einem einzigartigen Nationalfeiertag, dem 50. Geburtstag des Führers. Welch ein Gnadenerweis! Im Rahmen der Verhaftungswelle nach dem missglückten Attentat auf Adolf Hitler vom 20. Juli 1944 wurde Adolph Moh, dem das „ph“ im Vornamen wohl sehr wichtig war, am 22.8.1944 erneut festgenommen und in das KZ Neuengamme eingewiesen. Von dort ist er nicht zurückgekehrt. Wahrscheinlich teilte er das Schicksal von Walter Riechel und wurde mit über 5.000 Gefangenen auf der „Cap Arcona“ in der Ostsee versenkt. Alwine Moh lebte weiterhin auf dem Dickenberg und beantragte 1953 für ihren für tot erklärten Ehemann Wiedergutmachung und Haftentschädigung, die ihr Ende 1958 bewilligt wurden. Sie selbst war bereits 1952 durch den Kreis-Anerkennungs-Ausschuss Tecklenburg als politisch Verfolgte anerkannt worden. Ihre letzten Lebensjahre von 1983 bis 1989 verbrachte sie im Altenheim St. Elisabeth in Hörstel-Riesenbeck. Dort starb sie am 13. Dezember 1989. |
| Abendsternschacht 39 ·   | 23. Juni 2021 | HIER WOHNTE ALWINE MOH GEB. MERSCH JG. 1908 MIT HILFE ÜBERLEBT TOT 8.5.1938                                                                                                | | Adolph Moh wurde am 26.11.1898 in Crossen an der Oder geboren. Als Berufsbezeichnung steht in der Heiratsurkunde „Ziegeleiarbeiter“, in anderen amtlichen Urkunden wird als Beruf „Bergmann“ angegeben. Am 5. Juli 1942 heiratete er in Ibbenbüren Alwine Moh geb. Mersch (geboren am 11.8.1908 in Westerkappeln). Bis 1933 war er „führendes Mitglied der KPD und gehörte zeitweise dem Kreistag Tecklenburg als Abgeordneter dieser Partei an“ (so in einem Schriftsatz des Regierungspräsidenten von Münster). Nach dem Reichstagsbrand am 27./28. Februar 1933 wurde er in „Schutzhaft“ genommen und in das Gerichtsgefängnis in Münster gebracht. Ende Juni wurden er und andere arbeitsfähige Häftlinge in das neu gegründete Emslandlager Börgermoor verbracht und für den Aufbau des Lagers eingesetzt. Aus dem ebenfalls von den Gefangenen neu errichteten Nachbarlager Esterwegen wurde er am 15.7.1934 entlassen. Er stand danach unter ständiger strenger Überwachung. Im Sommer 1935 soll er „mit Gesinnungsgenossen“ den Moskauer Rundfunk abgehört haben Eine zweite Inhaftierung in ein Konzentrationslager fand am 15.10.1936 statt. Da wurde er in das KZ Sachsenhausen eingeliefert, aus dem er am 20.4.1939 entlassen wurde – offensichtlich im Rahmen einer Amnestie an einem einzigartigen Nationalfeiertag, dem 50. Geburtstag des Führers. Welch ein Gnadenerweis! Im Rahmen der Verhaftungswelle nach dem missglückten Attentat auf Adolf Hitler vom 20. Juli 1944 wurde Adolph Moh, dem das „ph“ im Vornamen wohl sehr wichtig war, am 22.8.1944 erneut festgenommen und in das KZ Neuengamme eingewiesen. Von dort ist er nicht zurückgekehrt. Wahrscheinlich teilte er das Schicksal von Walter Riechel und wurde mit über 5.000 Gefangenen auf der „Cap Arcona“ in der Ostsee versenkt. Alwine Moh lebte weiterhin auf dem Dickenberg und beantragte 1953 für ihren für tot erklärten Ehemann Wiedergutmachung und Haftentschädigung, die ihr Ende 1958 bewilligt wurden. Sie selbst war bereits 1952 durch den Kreis-Anerkennungs-Ausschuss Tecklenburg als politisch Verfolgte anerkannt worden. Ihre letzten Lebensjahre von 1983 bis 1989 verbrachte sie im Altenheim St. Elisabeth in Hörstel-Riesenbeck. Dort starb sie am 13. Dezember 1989. |
| Synagogenstraße 1 ·      | 23. Juni 2021 | HIER WOHNTE HEINZ KLUSSMANN … | Bild gesucht Die Wikipedia wünscht sich an dieser Stelle ein Bild vom Ort mit diesen Koordinaten 52.276147 7.714703 . Motiv: Stolperstein für Heinz Klussmann, die Lage und das Haus Falls du dabei helfen möchtest, erklärt die Anleitung , wie das geht. BW                                                         | Zweimal steht der Name Heinrich bzw. Heinz Klussmann in der Ibbenbürener Einwohnerkartei. Bei beiden lautet die Berufsbezeichnung „Kaufmann“, und beide wohnten in der Ringstraße 1. Der ältere ist geboren am 19.7.1885 in Osnabrück, der jüngere am 11.12.1909 in Melle-Bakum. Offensichtlich sind die beiden Vater und Sohn. Da der ältere Heinrich in Verzeichnissen der britischen Besatzungs-Verwaltung als Zwangsarbeiter auftaucht und sein Tod am 19.9.1944 in der Osnabrücker Klinik in einer Liste deutscher Verfolgter dokumentiert wird, hielten wir ihn zunächst für den SPD-Stadtverordneten, der nach Hitlers Machtergreifung in das KZ Börgermoor eingeliefert wurde. Doch aus einem kürzlich vorgelegten Dokument geht hervor, dass Heinrich Klussmann junior derjenige ist, der sich in Ibbenbüren kommunalpolitisch engagiert hat (Mitglied des Stadtrats vom 9.12.1929 bis 23.1.1933) und wegen seiner Parteizugehörigkeit von der Gestapo verhaftet und in die „Schutzhaft“ nach Börgermoor überstellt wurde. Über seinen weiteren Lebensweg wissen wir (bisher) fast gar nichts. Aus der Kriegsgefangenschaft kehrte er jedenfalls 1945 wieder nach Ibbenbüren zurück. Gestorben ist er am 23.2.1986 in Dreieich. |
| Laggenbeckerstraße 296 · | 23. Juni 2021 | HIER WOHNTE WALTER RIECHEL JG. 1911 VERHAFTET 1944/KRITISCHE ÄUSSERUNGEN/NEUENGAMME TOT CAP ARCONA 8.5.1945 NEUENBURGER BUCHT                                              | Bild gesucht Die Wikipedia wünscht sich an dieser Stelle ein Bild vom Ort mit diesen Koordinaten 52.270961 7.751054 . Motiv: Stolperstein für Walter Riechel, die Lage und das Haus Falls du dabei helfen möchtest, erklärt die Anleitung , wie das geht. BW                                                          | „Pfui!“ Ein Ausruf des Entsetzens und der Empörung wurde für den Bergmann Walter Riechel zum Anlass von KZ-Haft und Tod. „Pfui!“ rief er im September 1944, als der Betriebsführer einen russischen Kriegsgefangenen verprügelte, der als Zwangsarbeiter in der Ibbenbürener Preussag-Zeche unter Tage eingesetzt war. Grund der Bestrafungsaktion war vermutlich die Mitnahme von Metallabfällen, die noch als Schnitzmesser zu gebrauchen waren. Mit denen fertigten die Häftlinge in ihrer Baracke Holzfiguren an, die sie ihren deutschen Kumpels schenkten, wenn sie ihnen heimlich ein Butterbrot zusteckten, mit denen sie zeitweise ihren Hunger stillen konnten. Aufgeklärt wurde der Vorgang auch nach dem Krieg nicht; Konsequenzen wegen der Anzeige mit den verheerenden Folgen blieben aus. Heinrich Quindt, der Halbbruder von Walter Riechel, hat sich intensiv mit dem Fall beschäftigt und 1948 Anzeige erstattet („Verbrechen gegen die Menschlichkeit“) und auch das Justizministerium NRW um Unterstützung gebeten. Eine juristische Überprüfung hat er nicht erwirken können. Walter Riechel wurde am 21. April 1911 in Ibbenbüren geboren. Im Melderegister ist als Berufsbezeichnung eingetragen: „Weber“. Sein Berufsleben hat er jedoch im Wesentlichen als Bergmann auf der Preussag-Zeche „von Oeynhausen“ verbracht, bis er 1944 angezeigt wurde und vom Polizeigefängnis Ibbenbüren über die Gestapo-Haftanstalt in Münster in das Konzentrationslager Neuengamme eingeliefert wurde. Von dort aus wurde er beim Bau des U-Boot-Bunkers Valentin in Bremen-Farge eingesetzt. Am 26. April 1945 wurden etwa 10.000 Häftlinge zur Evakuierung auf vier Schiffe verladen, von denen am 3. Mai der Luxusliner „Cap Arcona“ und das Frachtschiff „SS Thielbek“ durch einen britischen Luftangriff versenkt wurden. Insgesamt 6.400 der 7.000 Häftlinge verloren dabei ihr Leben. Eine Namensliste der Evakuierten gibt es nicht; es ist also nur höchst wahrscheinlich, dass sich Walter Riechel, ebenso wie Adolph Moh, unter den Ertrunkenen in der Neustädter Bucht befanden. Das Amtsgericht Ibbenbüren hat am 15.10.1957 Walter Riechel offiziell für tot erklärt und als Todestag den 31.12.1945 festgestellt. |
| Grube Sonnenschein ·     | 23. Juni 2021 | HIER WOHNTE JOHANNES DIECKMANN JG.1927 ZWANGSEINGEWIESEN 1938 KINDERHEIM DORSTEN MIT HILFE ÜBERLEBT                                                                        | Bild gesucht Die Wikipedia wünscht sich an dieser Stelle ein Bild vom Ort mit diesen Koordinaten 52.314025 7.6641 . Motiv: Stolpersteine für Familie Dieckmann, die Lage und das Haus Falls du dabei helfen möchtest, erklärt die Anleitung , wie das geht. BW                                                        | Klara Dieckmann, geb. Sax, wurde am 3.9.1892 geboren. 1918 heiratete sie den aus Brochterbeck stammenden Arbeiter Johann Dieckmann. Zur Hochzeit mit ihrem katholischen Mann hatte sie sich taufen lassen und konvertierte zum katholischen Glauben. Weil ihre Eltern jedoch beide jüdischen Glaubens waren, galt sie trotz ihrer Taufe im Sinne der nationalsozialistischen Rassenlehre weiterhin als Jüdin. Da sie mit einem Christen verheiratet war, lebte sie laut Definition der Nazis in einer so genannten „Mischehe“. Ihr 1927 aus der Ehe hervor gegangener Sohn Johannes galt, obwohl römisch-katholisch getauft, als „Halbjude“, da seine Mutter jüdisch war. Am 15.9.1935 wurde von den Nazis das Reichsbürgergesetz verabschiedet und kurz darauf das „Gesetz zum Schutz des deutschen Blutes“ und das „Gesetz zum Schutz der Erbgesundheit“. Von den neuen Gesetzen waren alle Juden betroffen, keiner galt mehr als vollwertiger Reichsbürger. Für die Familie Dieckmann bedeuteten die neuen Gesetze eine unmittelbare Wende in ihrem Leben. Klara Dieckmann und ihr Sohn Johannes, geboren am 22.9.1927 in Rheine, galten fortan als jüdisch, das heißt als „nicht-arisch“. Die Familie Dieckmann lebte in ärmlichen Verhältnissen in einer Baracke auf dem Dickenberg. Herr Dieckmann übte den Beruf eines Besenbinders aus, und seine Frau sorgte für den Verkauf der Produkte. Diese Wohnbaracke, gelegen an der Heinrich-Brockmann-Straße 8, war früher ein Wohnheim für Bergleute, und sie nannte sich „Villa Sonnenschein“. Sie gehörte seit 1919 zur Kohle-Pachtgrube Sonnenschein der Continental-Kautschuk- und Gutapercha-Gesellschaft in Hannover. Johann Dieckmann starb 1938 im Alter von erst 46 Jahren an einem Herzschlag. Damit erlosch der Status der Mischehe. Der Sohn Johannes wurde 1938 als Elfjähriger vom Jugendamt seiner Mutter weggenommen und in ein Kinderheim in Dorsten zwangseingewiesen. 1939 erhielt er einen Betreuungsplatz im Pflegeheim „Haus Hall“ in Gescher. Klara Dieckmann wurde Ende 1941 auf Veranlassung der Geheimen Staatspolizei Münster verhaftet. Sie kam zunächst für einige Tage in das Judenhaus am Börnebrink in Hopsten. Am 13.12.1941 wurde sie über Münster in das Ghetto nach Riga deportiert. Dort verliert sich ihre Spur. Sie wurde mit großer Wahrscheinlichkeit bei einer der zahlreichen „Säuberungen“ im sogenannten Reichsjudenghetto oder den Exekutionen im Wald von Bikernieki ermordet. 1963 stellte Johannes Dieckmann beim Amtsgericht Ibbenbüren den Antrag auf Todeszeit-Feststellung seiner Mutter. Als Todestag wurde amtlicherseits der 31.12.1945 als fiktives Datum festgesetzt. Johannes Dieckmann blieb bis 1949 in Haus. Hall in Gescher und wurde dort noch einmal von 1951 bis 1954 betreut. Über seinen weiteren Lebensweg ist uns (bisher) wenig bekannt. 2002 ermittelte eine Schülergruppe seinen Wohnort: „zurückgezogen auf einem Bauernhof bei Coesfeld“. Im Dezember 2013 zog er in das Altenpflegeheim Maria Veen in Reken, wo er am 24.4.2014 starb. |
| Grube Sonnenschein ·     | 23. Juni 2021 | HIER WOHNTE JOHANN DIECKMANN JG.1892 AUSGEGRENZT/DRANGSALIERT TOT 10.01.1938                                                                                               | Bild gesucht Die Wikipedia wünscht sich an dieser Stelle ein Bild vom hier behandelten Ort. Weitere Infos zum Motiv findest du vielleicht auf der Diskussionsseite . Falls du dabei helfen möchtest, erklärt die Anleitung , wie das geht. BW                                                                         | Klara Dieckmann, geb. Sax, wurde am 3.9.1892 geboren. 1918 heiratete sie den aus Brochterbeck stammenden Arbeiter Johann Dieckmann. Zur Hochzeit mit ihrem katholischen Mann hatte sie sich taufen lassen und konvertierte zum katholischen Glauben. Weil ihre Eltern jedoch beide jüdischen Glaubens waren, galt sie trotz ihrer Taufe im Sinne der nationalsozialistischen Rassenlehre weiterhin als Jüdin. Da sie mit einem Christen verheiratet war, lebte sie laut Definition der Nazis in einer so genannten „Mischehe“. Ihr 1927 aus der Ehe hervor gegangener Sohn Johannes galt, obwohl römisch-katholisch getauft, als „Halbjude“, da seine Mutter jüdisch war. Am 15.9.1935 wurde von den Nazis das Reichsbürgergesetz verabschiedet und kurz darauf das „Gesetz zum Schutz des deutschen Blutes“ und das „Gesetz zum Schutz der Erbgesundheit“. Von den neuen Gesetzen waren alle Juden betroffen, keiner galt mehr als vollwertiger Reichsbürger. Für die Familie Dieckmann bedeuteten die neuen Gesetze eine unmittelbare Wende in ihrem Leben. Klara Dieckmann und ihr Sohn Johannes, geboren am 22.9.1927 in Rheine, galten fortan als jüdisch, das heißt als „nicht-arisch“. Die Familie Dieckmann lebte in ärmlichen Verhältnissen in einer Baracke auf dem Dickenberg. Herr Dieckmann übte den Beruf eines Besenbinders aus, und seine Frau sorgte für den Verkauf der Produkte. Diese Wohnbaracke, gelegen an der Heinrich-Brockmann-Straße 8, war früher ein Wohnheim für Bergleute, und sie nannte sich „Villa Sonnenschein“. Sie gehörte seit 1919 zur Kohle-Pachtgrube Sonnenschein der Continental-Kautschuk- und Gutapercha-Gesellschaft in Hannover. Johann Dieckmann starb 1938 im Alter von erst 46 Jahren an einem Herzschlag. Damit erlosch der Status der Mischehe. Der Sohn Johannes wurde 1938 als Elfjähriger vom Jugendamt seiner Mutter weggenommen und in ein Kinderheim in Dorsten zwangseingewiesen. 1939 erhielt er einen Betreuungsplatz im Pflegeheim „Haus Hall“ in Gescher. Klara Dieckmann wurde Ende 1941 auf Veranlassung der Geheimen Staatspolizei Münster verhaftet. Sie kam zunächst für einige Tage in das Judenhaus am Börnebrink in Hopsten. Am 13.12.1941 wurde sie über Münster in das Ghetto nach Riga deportiert. Dort verliert sich ihre Spur. Sie wurde mit großer Wahrscheinlichkeit bei einer der zahlreichen „Säuberungen“ im sogenannten Reichsjudenghetto oder den Exekutionen im Wald von Bikernieki ermordet. 1963 stellte Johannes Dieckmann beim Amtsgericht Ibbenbüren den Antrag auf Todeszeit-Feststellung seiner Mutter. Als Todestag wurde amtlicherseits der 31.12.1945 als fiktives Datum festgesetzt. Johannes Dieckmann blieb bis 1949 in Haus. Hall in Gescher und wurde dort noch einmal von 1951 bis 1954 betreut. Über seinen weiteren Lebensweg ist uns (bisher) wenig bekannt. 2002 ermittelte eine Schülergruppe seinen Wohnort: „zurückgezogen auf einem Bauernhof bei Coesfeld“. Im Dezember 2013 zog er in das Altenpflegeheim Maria Veen in Reken, wo er am 24.4.2014 starb. |
| Grube Sonnenschein ·     | 23. Juni 2021 | HIER WOHNTE KLARA DIECKMANN GEB. SAX JG.1892 ZWANGSUMZUG 1941 JUDENHAUS HOPSTEN/DEPORTIERT 1941 TOT 1942 RIGA ERMORDET                                                     | Bild gesucht Die Wikipedia wünscht sich an dieser Stelle ein Bild vom hier behandelten Ort. Weitere Infos zum Motiv findest du vielleicht auf der Diskussionsseite . Falls du dabei helfen möchtest, erklärt die Anleitung , wie das geht. BW                                                                         | Klara Dieckmann, geb. Sax, wurde am 3.9.1892 geboren. 1918 heiratete sie den aus Brochterbeck stammenden Arbeiter Johann Dieckmann. Zur Hochzeit mit ihrem katholischen Mann hatte sie sich taufen lassen und konvertierte zum katholischen Glauben. Weil ihre Eltern jedoch beide jüdischen Glaubens waren, galt sie trotz ihrer Taufe im Sinne der nationalsozialistischen Rassenlehre weiterhin als Jüdin. Da sie mit einem Christen verheiratet war, lebte sie laut Definition der Nazis in einer so genannten „Mischehe“. Ihr 1927 aus der Ehe hervor gegangener Sohn Johannes galt, obwohl römisch-katholisch getauft, als „Halbjude“, da seine Mutter jüdisch war. Am 15.9.1935 wurde von den Nazis das Reichsbürgergesetz verabschiedet und kurz darauf das „Gesetz zum Schutz des deutschen Blutes“ und das „Gesetz zum Schutz der Erbgesundheit“. Von den neuen Gesetzen waren alle Juden betroffen, keiner galt mehr als vollwertiger Reichsbürger. Für die Familie Dieckmann bedeuteten die neuen Gesetze eine unmittelbare Wende in ihrem Leben. Klara Dieckmann und ihr Sohn Johannes, geboren am 22.9.1927 in Rheine, galten fortan als jüdisch, das heißt als „nicht-arisch“. Die Familie Dieckmann lebte in ärmlichen Verhältnissen in einer Baracke auf dem Dickenberg. Herr Dieckmann übte den Beruf eines Besenbinders aus, und seine Frau sorgte für den Verkauf der Produkte. Diese Wohnbaracke, gelegen an der Heinrich-Brockmann-Straße 8, war früher ein Wohnheim für Bergleute, und sie nannte sich „Villa Sonnenschein“. Sie gehörte seit 1919 zur Kohle-Pachtgrube Sonnenschein der Continental-Kautschuk- und Gutapercha-Gesellschaft in Hannover. Johann Dieckmann starb 1938 im Alter von erst 46 Jahren an einem Herzschlag. Damit erlosch der Status der Mischehe. Der Sohn Johannes wurde 1938 als Elfjähriger vom Jugendamt seiner Mutter weggenommen und in ein Kinderheim in Dorsten zwangseingewiesen. 1939 erhielt er einen Betreuungsplatz im Pflegeheim „Haus Hall“ in Gescher. Klara Dieckmann wurde Ende 1941 auf Veranlassung der Geheimen Staatspolizei Münster verhaftet. Sie kam zunächst für einige Tage in das Judenhaus am Börnebrink in Hopsten. Am 13.12.1941 wurde sie über Münster in das Ghetto nach Riga deportiert. Dort verliert sich ihre Spur. Sie wurde mit großer Wahrscheinlichkeit bei einer der zahlreichen „Säuberungen“ im sogenannten Reichsjudenghetto oder den Exekutionen im Wald von Bikernieki ermordet. 1963 stellte Johannes Dieckmann beim Amtsgericht Ibbenbüren den Antrag auf Todeszeit-Feststellung seiner Mutter. Als Todestag wurde amtlicherseits der 31.12.1945 als fiktives Datum festgesetzt. Johannes Dieckmann blieb bis 1949 in Haus. Hall in Gescher und wurde dort noch einmal von 1951 bis 1954 betreut. Über seinen weiteren Lebensweg ist uns (bisher) wenig bekannt. 2002 ermittelte eine Schülergruppe seinen Wohnort: „zurückgezogen auf einem Bauernhof bei Coesfeld“. Im Dezember 2013 zog er in das Altenpflegeheim Maria Veen in Reken, wo er am 24.4.2014 starb. |
| Poststraße 7 ·           | 23. Juni 2021 | HIER WOHNTE DAVID ROSENTHAL … | Bild gesucht Die Wikipedia wünscht sich an dieser Stelle ein Bild vom Ort mit diesen Koordinaten 52.274584 7.712619 . Motiv: Stolpersteine für die Familie Rosenthal, die Lage und das Haus Falls du dabei helfen möchtest, erklärt die Anleitung , wie das geht. BW                                                  | |
| Poststraße 7 ·           | 23. Juni 2021 | HIER WOHNTE REGINE ROSENTHAL … | Bild gesucht Die Wikipedia wünscht sich an dieser Stelle ein Bild vom hier behandelten Ort. Weitere Infos zum Motiv findest du vielleicht auf der Diskussionsseite . Falls du dabei helfen möchtest, erklärt die Anleitung , wie das geht. BW                                                                         | |
| Poststraße 7 ·           | 23. Juni 2021 | HIER WOHNTE PAUL ROSENTHAL … | Bild gesucht Die Wikipedia wünscht sich an dieser Stelle ein Bild vom hier behandelten Ort. Weitere Infos zum Motiv findest du vielleicht auf der Diskussionsseite . Falls du dabei helfen möchtest, erklärt die Anleitung , wie das geht. BW                                                                         | |
| Poststraße 7 ·           | 23. Juni 2021 | HIER WOHNTE HERTA ROSENTHAL … | Bild gesucht Die Wikipedia wünscht sich an dieser Stelle ein Bild vom hier behandelten Ort. Weitere Infos zum Motiv findest du vielleicht auf der Diskussionsseite . Falls du dabei helfen möchtest, erklärt die Anleitung , wie das geht. BW                                                                         | |
| Poststraße 7 ·           | 23. Juni 2021 | HIER WOHNTE HARRY ROSENTHAL … | Bild gesucht Die Wikipedia wünscht sich an dieser Stelle ein Bild vom hier behandelten Ort. Weitere Infos zum Motiv findest du vielleicht auf der Diskussionsseite . Falls du dabei helfen möchtest, erklärt die Anleitung , wie das geht. BW                                                                         | |
| Poststraße 7 ·           | 23. Juni 2021 | HIER WOHNTE HENNY ROSENTHAL … | Bild gesucht Die Wikipedia wünscht sich an dieser Stelle ein Bild vom hier behandelten Ort. Weitere Infos zum Motiv findest du vielleicht auf der Diskussionsseite . Falls du dabei helfen möchtest, erklärt die Anleitung , wie das geht. BW                                                                         | |
| Poststraße 7 ·           | 23. Juni 2021 | HIER WOHNTE ERNST ROSENTHAL … | Bild gesucht Die Wikipedia wünscht sich an dieser Stelle ein Bild vom hier behandelten Ort. Weitere Infos zum Motiv findest du vielleicht auf der Diskussionsseite . Falls du dabei helfen möchtest, erklärt die Anleitung , wie das geht. BW                                                                         | |
| Poststraße 7 ·           | 23. Juni 2021 | HIER WOHNTE ELLA ROSENTHAL … | Bild gesucht Die Wikipedia wünscht sich an dieser Stelle ein Bild vom hier behandelten Ort. Weitere Infos zum Motiv findest du vielleicht auf der Diskussionsseite . Falls du dabei helfen möchtest, erklärt die Anleitung , wie das geht. BW                                                                         | |
| Poststraße 7 ·           | 23. Juni 2021 | HIER WOHNTE GRETE ROSENTHAL … | Bild gesucht Die Wikipedia wünscht sich an dieser Stelle ein Bild vom hier behandelten Ort. Weitere Infos zum Motiv findest du vielleicht auf der Diskussionsseite . Falls du dabei helfen möchtest, erklärt die Anleitung , wie das geht. BW                                                                         | |
| Poststraße 7 ·           | 23. Juni 2021 | HIER WOHNTE ILSE ROSENTHAL … | Bild gesucht Die Wikipedia wünscht sich an dieser Stelle ein Bild vom hier behandelten Ort. Weitere Infos zum Motiv findest du vielleicht auf der Diskussionsseite . Falls du dabei helfen möchtest, erklärt die Anleitung , wie das geht. BW                                                                         | |
| Poststraße 7 ·           | 23. Juni 2021 | HIER WOHNTE HEINRICH ROSENTHAL … | Bild gesucht Die Wikipedia wünscht sich an dieser Stelle ein Bild vom hier behandelten Ort. Weitere Infos zum Motiv findest du vielleicht auf der Diskussionsseite . Falls du dabei helfen möchtest, erklärt die Anleitung , wie das geht. BW                                                                         | |